# John Hay
John Milton Hay (Salem, 8 de outubro de 1838 – Newbury, 1 de julho de 1905) foi um escritor, diplomata e  político estadunidense que serviu como o 37º Secretário de Estado dos Estados Unidos de 1898 até sua morte, durante as presidências de William McKinley e seu sucessor Theodore Roosevelt. Anteriormente tinha atuado como embaixador norte-americano no Reino Unido entre 1897 e 1898. Hay também escreveu vários livros durante sua vida, incluindo biografias, poesias e outros tipos de obras.
Hay nasceu em Indiana dentro da uma família abolicionista, mudando-se para Warsaw em Illinois enquanto ainda era pequeno. Ele demonstrou grande potencial nos estudos e assim sua família o matriculou na Universidade Brown. Se formou em 1858 e foi estudar direito no escritório de seu tio em Springfield, que ficava ao lado daquele de Abraham Lincoln. Hay trabalhou para Lincoln durante sua campanha presidencial em 1860 e se tornou um de seus secretários particulares na Casa Branca. Hay ficou próximo de Lincoln durante a Guerra de Secessão e esteve ao lado de seu leito de morte depois do presidente ter sido baleado em 1865. Ele posteriormente trabalhou com o autor John George Nicolay para escrever uma enorme biografia de Lincoln.
Hay passou vários anos em cargos diplomáticos pela Europa imediatamente após o assassinato de Lincoln. Em seguida trabalhou para o jornal New-York Tribune com os editores Horace Greeley e Whitelaw Reid. Ele permaneceu ativo politicamente e entre 1879 e 1881 trabalhou como Secretário de Estado Assistente nas presidências de Rutherford B. Hayes e James A. Garfield. Hay retornou para a iniciativa privada depois disso até ser nomeado em 1897 como embaixador no Reino Unido pelo presidente William McKinley, quem ele tinha apoiado na eleição de 1896. No ano seguinte foi nomeado para ser o Secretário de Estado.
Atuou por quase sete anos como o Secretário de Estado, primeiro sob McKinley e em seguida, após o assassinato deste, sob seu sucessor Theodore Roosevelt. Hay foi o responsável por negociar a Política de Portas Abertas, que manteve a China aberta para comércio com qualquer país igualitariamente. Além disso, negociou o Tratado Hay-Pauncefote com o Reino Unido, o não-ratificado Tratado Hay-Herran com a Colômbia e o Tratado Hay-Bunau-Varilla com o recém-independente Panamá que permitiu a construção do Canal do Panamá pelos Estados Unidos. Hay morreu no cargo em julho de 1905 aos 66 anos de idade.

## Juventude

### Família e infância

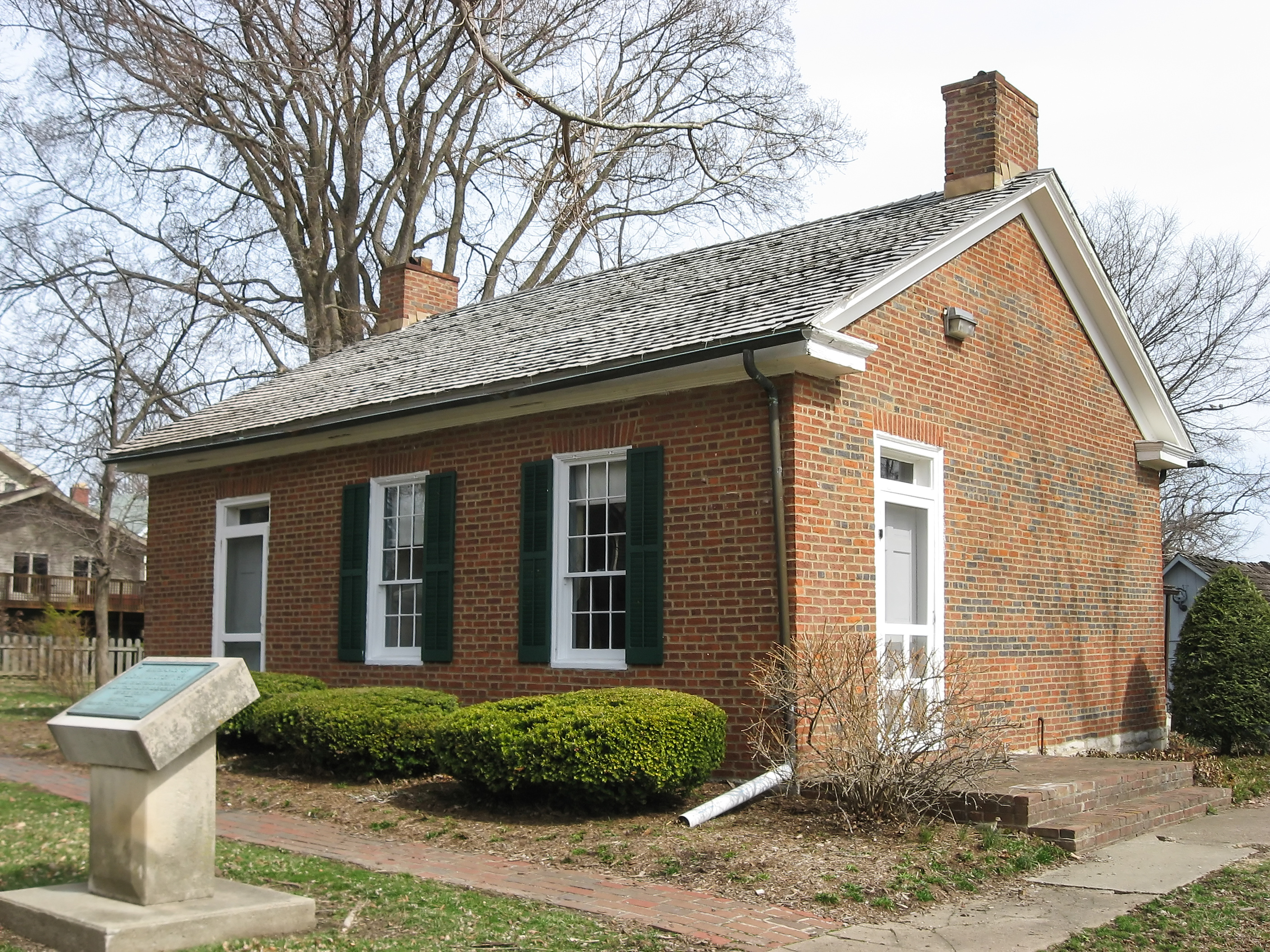
Casa em que Hay nasceu em Salem

John Milton Hay nasceu na cidade de Salem, estado de Indiana, Estados Unidos, no dia 8 de outubro de 1838. Era o terceiro filho do doutor Charles Hay com sua esposa Helen Leonard. Charles Hay tinha nascido em Lexington, no Kentucky, porém odiava a escravidão e assim se mudou para o norte no início da década de 1830, estabelecendo-se como médico em Salem. David Leonard, pai de Helen, queria se mudar com sua família em 1818 do oeste para Assonet, em Massachusetts, porém morreu no caminho enquanto estava em Vincennes, Indiana, com Helen se mudando para Salem em 1830 para trabalhar como professora. Charles e Helen se casaram em 1831. Charles não foi bem-sucedido em Salem e mudou-se em 1841 com sua esposa e filhos para Warsaw, em Illinois.
John Hay estudou em várias escolas locais e em 1849 seu tio Milton Hay o convidou para morar em sua casa Pittsfield, podendo estudar na Academia John D. Thomson, uma escola conceituada. Milton era amigo de Abraham Lincoln, um advogado de Springfield, tendo inclusive estudado direito junto com Lincoln. Hay conheceu John George Nicolay em Pittsfield, que na época era um jornaleiro com vinte anos de idade. Hay completou seus estudos quando tinha treze anos de idade e então foi enviado para morar com seu avô em Springfield e estudar lá. Depois disso seus pais e Milton o enviaram para estudar na Universidade Brown em Providence, Rhode Island, alma mater de seu avô materno.

### Estudante e apoiador de Lincoln
Hay se matriculou na Brown em 1855. Ele gostava da vida na faculdade, mas ela não era fácil: suas roupas e sotaque do oeste o destacavam, ele não estava bem preparado academicamente e ficava doente com frequência. Hay mesmo assim ganhou a reputação de excelente estudante e tornou-se membro do círculo literário de Providence, que incluía Sarah Helen Whitman e Nora Perry. Ele escreveu poesias e experimentou haxixe. Se formou em 1858 com um mestrado em artes e foi, assim como seu avô, o Poeta da Classe. Hay voltou para Illinois. Milton tinha mudado seu escritório para Springfield, assim Hay tornou-se seu escriturário e também começou a estudar direito com o tio.
O escritório de advocacia de Milton Hay era um dos mais prestigiados de Illinois. Lincoln tinha seu escritório de advocacia bem ao lado e era uma das estrelas em ascensão do recém-criado Partido Republicano. Hay, anos depois, lembrou-se de um dos seus primeiros encontros com Lincoln:
| “ | Ele entrou no escritório de advocacia onde eu estava estudando ... segurando uma cópia da Harper's Magazine contendo o famoso artigo do Senador Douglas sobre Soberania Popular [se residentes de cada território poderiam decidir sobre escravidão]. Lincoln parecia muito agitado pelo que tinha lido. Entrando no escritório sem cumprimentar, ele disse: 'Isto nunca vai funcionar. Ele retira o elemento moral desta questão. Não vou ficar quieto'. | ” |

Hay só passou a apoiar Lincoln para presidente depois deste ter sido indicado pelo Partido Republicano para concorrer na eleição de 1860. Hay então fez discursos e escreveu artigos em jornais promovendo a candidatura de Lincoln. Nicolay, que tinha se tornado secretário particular da Lincoln na campanha, em determinado momento achou que precisava de ajuda com as enormes quantidades de correspondência, assim Hay passou a trabalhar em tempo integral para Lincoln por seis meses.
Nicolay continuou trabalhando como o secretário particular de Lincoln depois deste ter sido eleito, mas recomendou que Hay fosse contratado também para ajudá-lo na Casa Branca. Lincoln supostamente disse que "Nós não podemos levar toda Illinois conosco para Washington", mas então falou "Bem, deixem Hay vir". Os historiadores Howard I. Kushner e Anne Hummel Sherrill duvidam dessa "história da nomeação improvisada de Hay por Lincoln" pois se encaixa muito bem com a autoimagem que Hay cultivava de nunca ter ido atrás de cargos públicos, mas se encaixa "muito mal nas realidades políticas de Springfield na década de 1860"; a verdade é que Hay possivelmente tinha expectativa de alguma recompensa por ter lidado com as correspondências de Lincoln por meses. O biógrafo John Taliaferro sugeriu que Lincoln preferia manter Nicolay e Hay para ajudá-lo em vez de contratar alguém mais experiente por "lealdade e certamente pela competência e compatibilidade que seus dois jovens ajudantes tinham demonstrado". Já o historiador Joshua Zeitz sugere que Lincoln foi persuadido a contratar Hay quando Milton concordou em pagar o salário do sobrinho por seis meses.

## Guerra de Secessão

### Secretário de Lincoln

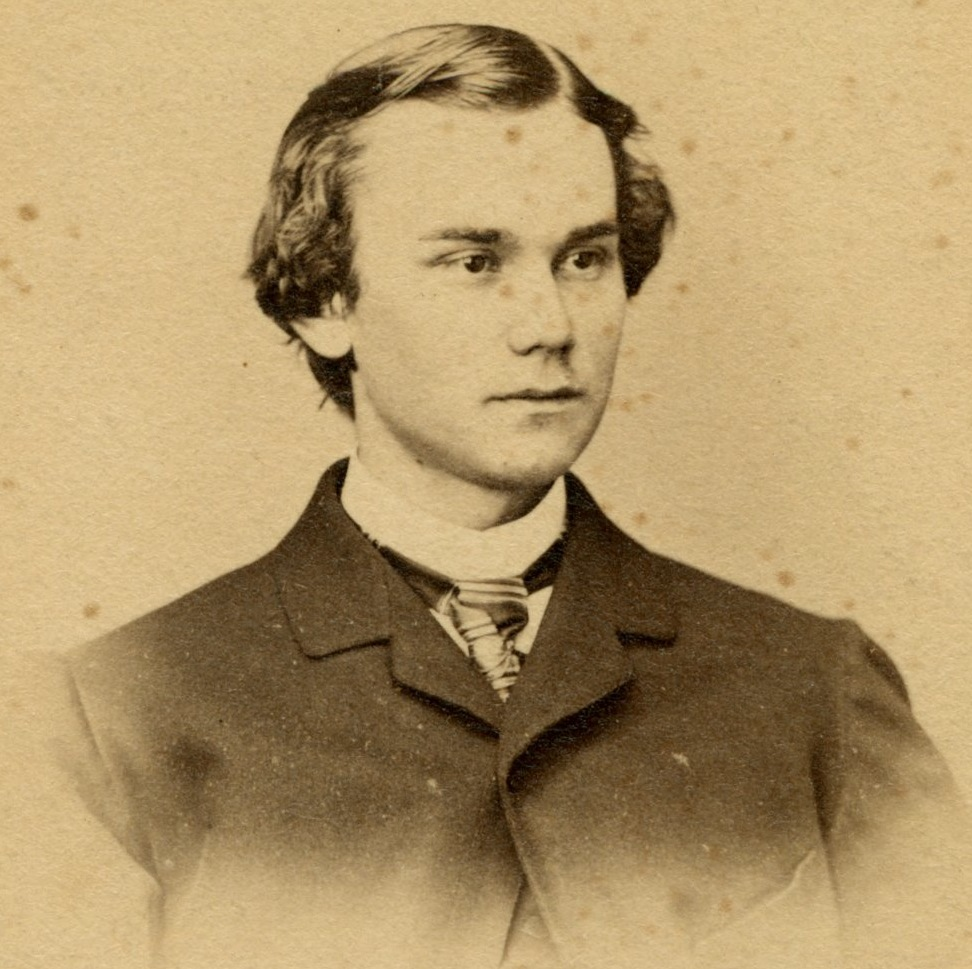
Hay em 1862

Milton Hay queria que seu sobrinho fosse para Washington como advogado qualificado, com Hay sendo aceito na ordem dos advogados de Illinois em 4 de fevereiro de 1861. Ele partiu com Lincoln no dia 11 de fevereiro para uma tortuosa jornada até Washington. Vários estados sulistas nessa altura já tinham declarado sua secessão dos Estados Unidos para formar os Estados Confederados da América em reação à eleição de Lincoln, que era como um grande oponente da escravidão. Lincoln tomou posse em 4 de março, com Hay e Nicolay mudando-se para a Casa Branca e compartilhando um quarto maltrapilho. Como só havia autoridade para o pagamento de um único secretário presidencial, Nicolay, Hay foi indicado para um posto no Departamento do Interior com salário anual de 1,6 mil dólares, destacado para trabalhar na Casa Branca. Os dois ficavam disponíveis a Lincoln por 24 horas ao dia. Lincoln nunca tirou férias como presidente e tralhava sete dias por semana, frequentemente até as onze da noite ou até mesmo mais tarde durante batalhas cruciais, assim o trabalho sobre seus secretários era enorme.
Hay e Nicolay dividiam responsabilidades, com Nicolay ajudando Lincoln em seu escritório e em reuniões, enquanto Hay lidava com a correspondência, que era volumosa. Ambos tentavam proteger o presidente de pessoas atrás de cargos públicos e outros que queriam se encontrar pessoalmente com ele. Diferentemente de Nicolay, que era severo, Hay usava seu charme e assim escapou de boa parte de ressentimentos daqueles que tiveram seu acesso a Lincoln barrado pelos secretários. O abolicionista Thomas Wentworth Higginson descreveu Hay como "um jovem simpático, que infelizmente parece ter dezessete e é oprimido pela necessidade de se comportar como se tivesse setenta". Hay continuou a escrever para jornais, mas anonimamente, enviando colunas calculadas para fazer Lincoln parecer um homem tomado pela tristeza, religioso e competente, que estava sacrificando sua vida e saúde com o objetivo de preservar a União. Taliaferro afirmou que Hay serviu de "propagandista da Casa Branca", explicando e diminuindo derrotas em suas colunas como aquela da Primeira Batalha de Bull Run em julho de 1861.

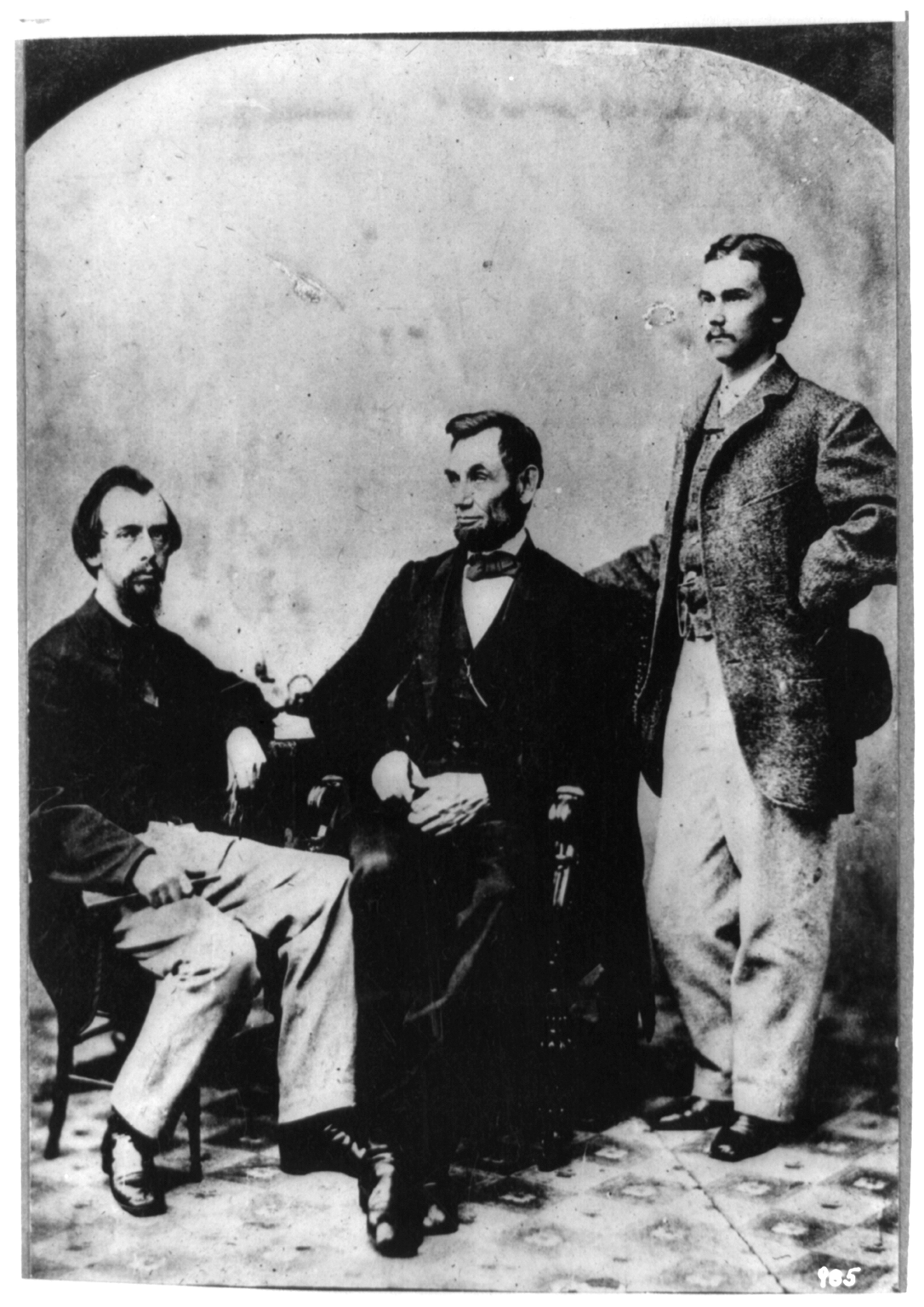
Nicolay, Lincoln e Hay em 8 de novembro de 1863

Hay chegou a escrever que trabalha vinte horas por dia, mas mesmo assim tentou levar uma vida o mais normal possível, fazendo suas refeições no Hotel Willard com Nicolay, indo ao teatro junto com Lincoln e a primeira-dama Mary Todd Lincoln e lendo Os Miseráveis em francês. Hay, que ainda estava com vinte e tantos anos de idade, passava seu tempo livre em bares e em encontros culturais nas casas da elite de Washington. Os dois secretários frequentemente discutiam com a primeira-dama, que recorreu a vários estratagemas para restaurar a decadente Casa Branca sem acabar com o salário do marido, que precisava também pagar por entretenimento e outras despesas. Mary, apesar das objeções de Hay e Nicolay, geralmente se saía vitoriosa e conseguiu economizar até setenta por cento do salário de Lincoln no decorrer de quatro anos.
William Lincoln, filho de onze anos do presidente, morreu em fevereiro de 1862. Taliaferro comentou que depois disso "foi Hay quem se tornou, se não um filho substituto, então um jovem que despertava uma forma mais elevada de cuidado paternal que Lincoln, apesar de suas melhores intenções, não concedeu com sucesso a nenhum de seus filhos sobreviventes". Segundo o biógrafo Robert Gale, "Hay passou a adorar Lincoln por sua bondade, paciência, compreensão, senso de humor, humildade, magnanimidade, senso de justiça, ceticismo saudável, resiliência e poder, amor pelo homem ordinário e patriotismo mítico". Galusha A. Grow, o Presidente da Câmara dos Representantes, afirmou que "Lincoln era muito apegado a [Hay]", enquanto o escritor Charles G. Halpine, que conheceu Hay, disse mais tarde que "Lincoln o amava como um filho".
Hay e Nicolay acompanharam Lincoln na viagem até Gettysburg, na Pensilvânia, em novembro de 1863 para a cerimônia de dedicação do cemitério nacional onde muitos dos soldados que tinham morrido durante a Batalha de Gettysburg em julho do mesmo ano foram enterrados. Os dois secretários muito discorreram sobre o breve Discurso de Gettysburg em sua enorme biografia de vários volumes de Lincoln publicada em 1890, porém em seu diário para aquele dia Hay apenas escreveu que "o Presidente, de modo firme e livre, com mais graça do que é seu costume, disse meia-dúzia de linhas de consagração".

### Emissário presidencial

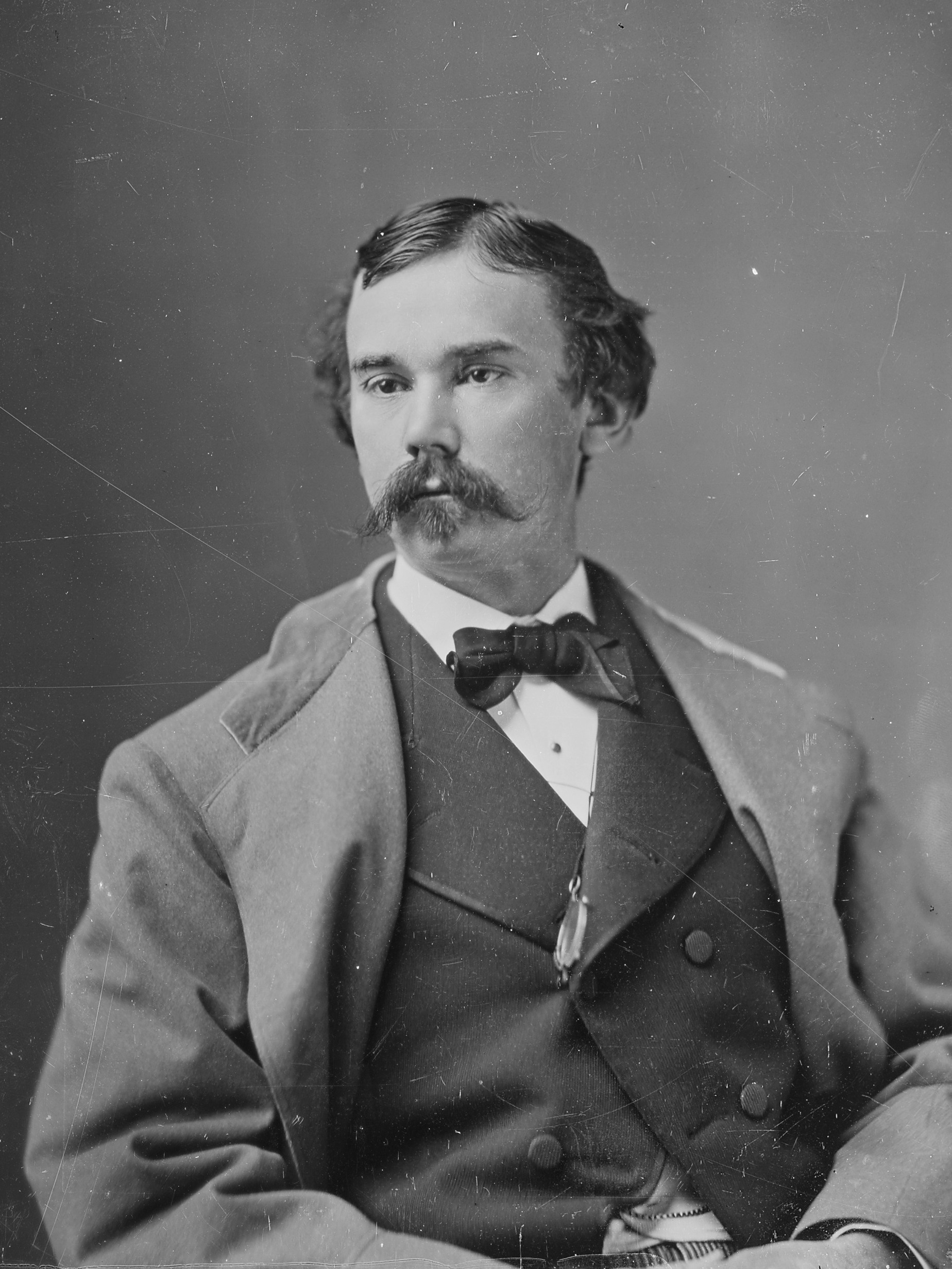
Hay c. 1864–1865

Lincoln enviou Hay para várias missões fora da Casa Branca. Ele escoltou Mary Lincoln e seus filhos em agosto de 1861 até um resort em Long Branch, em Nova Jérsei, a fim de atuar como cuidador deles e também para que Hay pudesse ter um descanso necessário. No mês seguinte ele foi para o Missouri com o objetivo de entregar uma carta ao major-general John C. Frémont, que tinha irritado Lincoln com fracassos militares e por libertar escravos locais sem autorização, prejudicando as tentativas do presidente de manter os estados fronteiriços dentro da União.
Lincoln enviou Hay em abril de 1863 para o litoral da ocupada Carolina do Sul para fazer um relatório sobre navios blindados sendo usados para tentar recapturar o porto de Charleston. Hay em seguida foi para o litoral da Flórida. Ele voltou para a Flórida em janeiro de 1864, após Lincoln ter anunciado seu Plano dos Dez Por Cento, que dizia que dez por cento do eleitorado de 1860 em determinado estado poderiam formar um governo com proteção federal caso fizessem juramentos de lealdade e apoio à emancipação. O presidente considerou que a Flórida, com sua pequena população, poderia ser um bom teste, fazendo de Hay um major no Exército da União e o enviando para ver se ele poderia conseguir homens suficientes para prestar o juramento. Hay passou um mês no estado entre fevereiro e março, porém derrotas da União reduziram a área sob controle federal. O secretário voltou para Washington por acreditar que sua missão não poderia ser realizada.
Horace Greeley, um editor de jornal de Nova Iorque, informou Lincoln em julho de 1864 que havia emissários de paz sulistas no Canadá. O presidente duvidou que eles realmente falassem em nome do presidente confederado Jefferson Davis, porém enviou Hay para Nova Iorque a fim de persuadir Greeley a ir até Niagara Falls, em Ontário, para se encontrar com esses homens e trazê-los para Washington. Greeley relatou que os emissários não tinham credenciamento de Davis, mas estavam confiantes que poderiam arranjar um acordo entre os lados. Lincoln mandou Hay para Ontário com o que ficou conhecido como o Manifesto de Niagara: se o Sul se rendesse, libertasse seus escravos e retornasse para a União, poderia esperar termos liberais em outros pontos. Os sulistas se recusaram a irem a Washington negociar.

### Assassinato de Lincoln

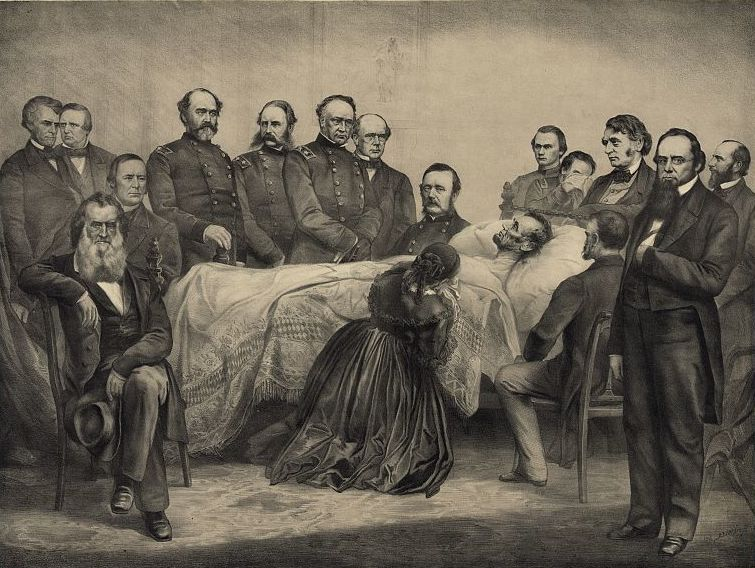
Gravura do leito de morte de Lincoln por A. Brett em 1865; Hay está ao fundo, atrás de Robert Todd Lincoln em prantos

Lincoln foi reeleito em 1864 e a guerra estava se caminhando para um fim com resultado vitorioso, assim Hay e Nicolay informaram no final do ano que desejavam trabalhos diferentes. Os dois secretários foram nomeados para a delegação norte-americana em Paris pouco depois da segunda posse de Lincoln em março de 1865, com Nicolay como cônsul e Hay como secretário da legação. Este escreveu para seu irmão Charles que a nomeação fora "totalmente não solicitada e inesperada", uma afirmação que Kushner e Sherrill consideraram não ser convincente dado ao fato de Hay ter passado centenas de horas durante a guerra junto com William H. Seward, o Secretário de Estado, frequentemente discutido questões tanto políticas quanto pessoais, com a relação próxima entre eles sendo tão bem conhecida que muitos que buscavam cargos no governo consideravam Hay como um meio para chegar a Seward. Hay e Nicolay também estavam motivados a encontrar novos cargos pela deterioração do relacionamento com Mary Lincoln, que desejava que ambos fossem demitidos, e por Nicolay querer se casar, já que era impossível para ele levar sua noiva para o quarto que compartilhava com Hay na Casa Branca. Eles permaneceram na Casa Branca à espera da chegada e treinamento de seus substitutos.
Hay não acompanhou os Lincoln para o Teatro Ford na noite de 14 de abril de 1865, mas permaneceu na Casa Branca bebendo uísque e conversando com o Robert Todd Lincoln, filho mais velho do presidente. Quando foram informados que Lincoln tinha sido baleado, os dois correram para a Casa Petersen, uma hospedaria do outro lado da rua do teatro para onde o ferido Lincoln fora levado. Hay permaneceu no leito de morte do presidente por toda a noite e estava presente quando ele morreu. Hay escutou a declaração de Edwin M. Stanton, o Secretário da Guerra, que "Agora ele pertence às eras".
Segundo Kushner e Sherrill, a "morte de Lincoln foi para Hay uma perda pessoal, como a perda de um pai ... O assassinato de Lincoln apagou quaisquer dúvidas que Hay ainda tinha sobre a grandiosidade de Lincoln". Hay chegou a afirmar em uma carta pessoal de 1866 que Lincoln era "o maior personagem desde Cristo". Taliaferro comentou que "Hay passaria o resto de sua vida enlutado por Lincoln ... onde quer que Hay fosse e o que quer que ele fizesse, Lincoln sempre estaria observando".

## Início da carreira diplomática
Hay partiu para Paris no final de junho de 1865. Ele serviu sob John Bigelow, o Ministro na França. A carga de trabalho não era tão pesada, assim Hay teve tempo para aproveitar Paris. Bigelow renunciou em meados de 1866, com Hay também renunciando como era o costume, porém foi pedido que permanecesse até o sucessor de Bigelow chegar, ficando até janeiro de 1867. Hay se consultou com Seward, perguntando por "qualquer coisa que valha a pena". Seward sugeriu o posto de Ministro na Suécia, mas o presidente Andrew Johnson tinha seu próprio candidato. Seward ofereceu a Hay o trabalho de seu secretário particular, mas este recusou e voltou para Warsaw.
Hay inicialmente estava feliz em voltar para casa, mas logo ficou inquieto, ficando feliz em saber no início de junho de 1867 que tinha sido nomeado secretário de legação com o objetivo de atuar como o encarregado de negócios em Viena. Ele partiu para a Europa no mesmo mês, visitando a Câmara dos Comuns enquanto estava no Reino Unido, onde ficou muito impressionado com o parlamentar Benjamin Disraeli, o Chanceler do Tesouro. O posto em Viena era apenas temporário até que Johnson nomeasse um encarregado de negócios que fosse aprovado pelo Senado, com a carga de trabalho sendo leve, o que permitiu que Hay, que falava alemão fluentemente, passasse boa parte de seu tempo viajando. Foi apenas em julho de 1868 que Henry Watts se tornou seu substituto. Hay renunciou e passou o restante do verão na Europa até voltar para Warsaw.
Desempregado novamente, Hay foi para Washington em dezembro de 1868, escrevendo para Nicolay que tinha "vindo a Washington na busca pacífica de um cargo gordo. Mas não há nada disponível agora". Ele entrou em contato com Seward, que prometeu "brigar com [Johnson] por qualquer coisa que aparecer", mas nada ocorreu antes de Seward e Johnson deixarem seus cargos no início de março de 1869. Hay voltou para Washington vindo de Warsaw em maio, desta vez para procurar algo junto com a nova presidência de Ulysses S. Grant. Ele conseguiu no mês seguinte, por meio da influência de seus amigos, o posto de secretário da legação na Espanha.
Hay, apesar do salário baixo, estava interessado em servir em Madri tanto por causa da situação política naquele momento, já que a rainha Isabel II tinha sido recentemente deposta, quanto porque o ministro norte-americano era o fanfarrão ex-deputado major-general Daniel E. Sickles. Hay esperava auxiliar Sickles a conquistar o controle de Cuba, então uma colônia espanhola, para os Estados Unidos. O ministro não conseguiu, com Hay renunciando em maio de 1870 devido ao salário baixo, mas permaneceu no posto até setembro. Mesmo assim, seu tempo em Madri lhe valeu dois legados: artigos de revista que tinha escrito e acabaram virando a base para seu primeiro livro Castilian Days e uma amizade duradoura com Alvey A. Adee, o secretário pessoal de Sickles, que se tornaria um ajudante próximo no Departamento de Estado.

## Anos selvagens

### Tribunee casamento

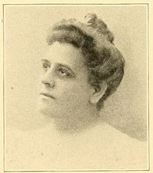
Clara Hay em 1895

Hay, enquanto ainda estava na Espanha, recebeu uma oferta para se tornar o editor assistente no jornal New-York Tribune. Tanto o editor, Horace Greeley, quanto o editor administrador, Whitelaw Reid, estavam ansiosos para contratar Hay. Ele se juntou à equipe em outubro de 1870. O Tribune era o principal jornal reformista de Nova Iorque, sendo também o de maior circulação nacional por meio de assinaturas pelo correio. Hay escreveu editoriais para o Tribune e Greeley logo proclamou que ele era o mais brilhante dos autores com quem já tinha trabalhado.
Os deveres de Hay cresceram com seu sucesso como escritor editorial. Ele viajou para Chicago em outubro de 1871 depois do Grande Incêndio, entrevistando Catherine O'Leary, cuja vaca supostamente tinha iniciado o incêndio, descrevendo-a como "uma mulher com uma lamparina [que foi] até o celeiro atrás da casa para tirar leite da vaca com o temperamento irritado, que chutou a lamparina, que derrubou querosene, que incendiou a palha que queimou Chicago". Seu trabalho no Tribune veio enquanto sua fama como poeta estava chegando no pico, com um de seus colegas escrevendo que era "uma educação liberal nas delícias da vida intelectual de se sentar em companhia íntima com John Hay e assistir ao jogo dessa mente bem guardada e brilhante". Além de escrever, Hay foi contratado pelo Escritório do Liceu de Boston, cujos clientes incluíam Mark Twain e Susan B. Anthony, para dar palestras sobre as perspectivas para a democracia na Europa e sobre seus anos na presidência de Lincoln.
Grant estava nesse altura buscando sua reeleição em 1872, porém seu governo tinha sido marcado por escândalos e alguns membros insatisfeitos de seu partido formaram o Partido Liberal Republicano, nomeando Greeley como seu candidato a presidente, uma indicação que logo recebeu o apoio do Partido Democrata. Hay não ficou entusiasmado com a candidatura de seu chefe, usando seus editoriais em sua maior parte para criticar Grant, que, apesar dos escândalos, não fora implicado. O presidente foi reeleito em uma vitória esmagadora. Greeley morreu algumas semanas e as posições que Hay assumira durante a eleição prejudicaram suas credenciais no Partido Republicano.
Hay passou a cortejar Clara Stone em 1873, a filha de Amasa Stone, um industrialista multimilionário de Ohio. Os dois se casaram no ano seguinte e isto fez com que o salário de qualquer cargo fosse uma pequena consideração pelo resto de sua vida. Amasa Stone precisava de alguém para cuidar de seus investimentos e queria que Hay se mudasse para Cleveland para isto. O casal inicialmente viveu no apartamento de Hay em Nova Iorque e depois em uma casa, mas mudaram-se em junho de 1875 para a mansão de Stone em Cleveland, com uma outra mansão sendo rapidamente construída ao lado para os Hay. Tiveram quatro filhos: Helen, Adalbert, Alice e Clarence. Hay foi bem-sucedido como administrador do dinheiro do sogro, porém dedicou a maior parte de seu tempo para política e literatura, escrevendo a Adee que "Tudo que faço é ler e bocejar".
Uma ponte sobre o rio Ashtabula caiu em 29 de dezembro de 1876. A ponte tinha sido construída com metal oriundo de uma das siderúrgicas de Stone e ela caiu no momento em que um trem da Lake Shore and Michigan Southern Railway, propriedade de Stone, estava passando. Noventa e duas pessoas morreram naquilo que se tornou o pior desastre ferroviário dos Estados Unidos até então. A culpa caiu fortemente sobre Stone, que partiu para a Europa a fim de se recuperar, deixando Hay encarregado de seus negócios. O verão de 1877 foi marcado por disputas trabalhistas, com uma greve contra cortes salariais na Baltimore and Ohio Railroad logo se espalhando para a Lake Shore, muito irritando Hay. Ele culpou agitadores estrangeiros pela disputa e descontou sua raiva sobre a greve em seu único romance, The Bread-Winners, publicado em 1883.

### Retorno à política

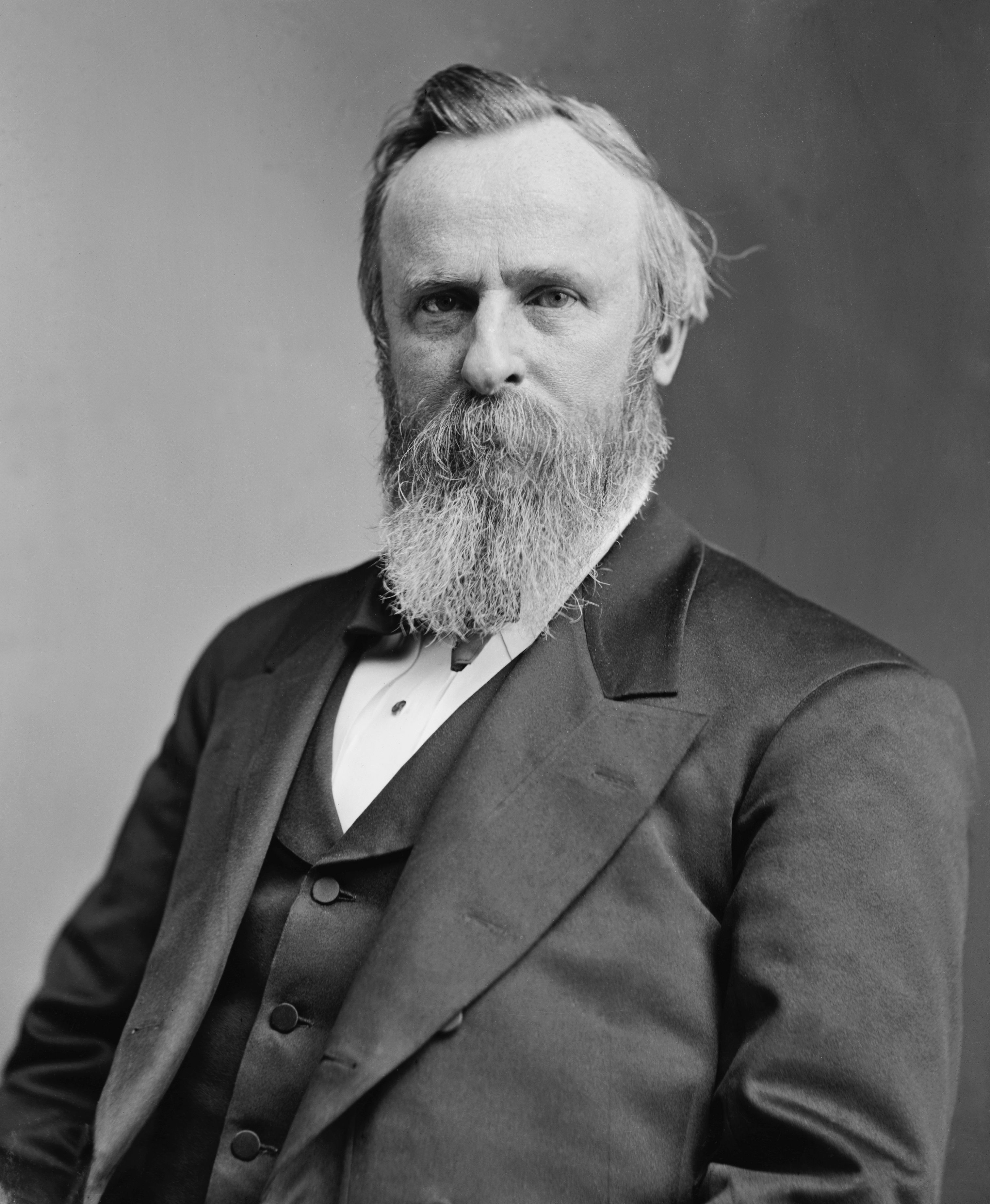
Rutherford B. Hayes, quem Hay tentou agradar para conseguir um cargo

Hay ainda estava insatisfeito com o Partido Republicano na década de 1870. Ele estava à procura de um candidato de qualquer um dos partidos que poderia apoiar como reformador, assistindo enquanto Samuel J. Tilden, seu Democrata favorito, conseguiu a indicação de seu partido, porém James G. Blaine, seu Republicano favorito, fracassou diante de Rutherford B. Hayes, quem Hay não poiou durante a campanha. A vitória de Hayes na eleição de 1876 deixou Hay como um forasteiro enquanto procurava voltar para a política e ele inicialmente não recebeu oferta alguma para um cargo no novo governo. Mesmo assim, Hay tentou se integrar com o novo presidente ao lhe enviar um anel de ouro com uma mecha de cabelo de George Washington, um gesto que Hayes gostou muito. Hay passou tempo trabalhando com Nicolay em uma biografia de Lincoln e viajando pela Europa. Quando Reid, que tinha sucedido Greeley como editor do Tribune, recebeu em dezembro de 1878 a oferta do posto de Ministro na Alemanha, ele recusou e recomendou Hay. William M. Evarts, o Secretário de Estado, indicou que Hay "não tinha sido ativo o suficiente nos esforços políticos", para o arrependimento de Hay, que disse a Reid que muito "gostaria de uma missão de segunda classe".
Ele partiu entre maio e outubro de 1879 para reconfirmar seus credenciais como uma Republicano leal, dando discursos em apoio a seus candidatos e atacando os candidatos Democratas. Hayes e a primeira-dama Lucy Webb Hayes compareceram a uma recepção na casa dos Hay em Cleveland em meados de outubro. Frederick W. Seward, o Secretário de Estado Assistente, renunciou mais tarde no mesmo mês, com Hay recebendo a oferta do cargo e aceitando depois de alguma hesitação, pois na época estava considerando concorrer ao Congresso.
Hay supervisionava oitenta funcionários e renovou seu contato com seu amigo Henry Brooks Adams, substituindo Evarts em reuniões de gabinete quando o secretário não estava disponível. Fez campanha em 1880 para James A. Garfield, o candidato Republicano para presidente. Hay achava que Garfield não tinha força de caráter suficiente, esperando que Reid e outros iriam "inoculá-lo com o fel que temo que lhe falta". Garfield se consultou com Hay antes e depois de ser eleito acerca de nomeações e outras questões, mas ofereceu a ele apenas o posto de seu secretário particular, prometendo um aumento de salário e poder, algo que Hay recusou. Ele entregou sua renúncia em 31 de março de 1881, mas continuou no cargo até maio, então passou os meses seguintes como editor interino do Tribune durante uma viagem de Reid pela Europa. Garfield foi assassinado em setembro e Reid retornou no mês seguinte, deixando Hay novamente fora do poder político. Ele passaria os quinze anos seguintes nessa posição.

### Rico viajante

#### Autor e diletante

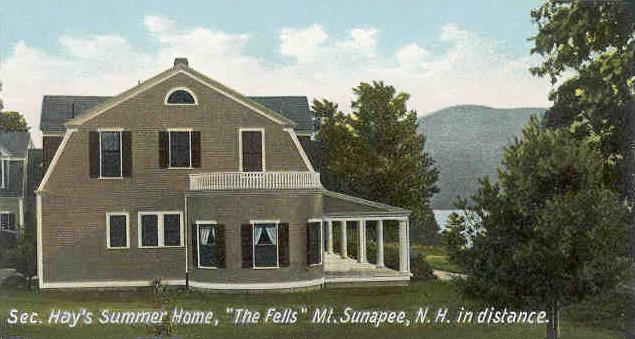
The Fells, residência de verão de Hay em Newbury, em Nova Hampshire

Hay, após 1881, só foi ocupar outro cargo público em 1897. Seu sogro Amasa Stone se suicidou em 1883 e sua morte deixou os Hay muito ricos. A família costumava passar vários meses por ano viajando pela Europa. A biografia de Lincoln consumiu alguma parte de seu tempo, com o trabalho mais duro sendo feito junto com Nicolay em 1884 e 1885. Partes do trabalho começaram a serem serializadas na The Century Magazine a partir de 1886 e a biografia completa em dez volumes foi publicada em 1890.
Hay e Adams contrataram o arquiteto Henry Hobson Richardson em 1884 para construir casas para os dois na Praça Lafayette em Washington; estas foram finalizadas em 1886. A casa de Hay, que ficava de frente para a Casa Branca, foi descrita antes mesmo de ser completada como "a melhor casa em Washington". O preço combinado pela extensão de terreno, comprada de William Wilson Corcoran, foi de 73,8 mil dólares, dos quais Adams pagou um terço por sua parte. Hay estimou o custo de construção em cinquenta mil dólares; sua casa de 1,1 mil metros quadrados custou o dobro. Os Hay, mesmo possuindo duas casas suntuosas, passavam menos de metade do ano em Washington e apenas algumas semanas em Cleveland. Eles também passavam tempo em The Fells, sua residência de verão em Newbury, em Nova Hampshire. Segundo Gale, "por uma década completa antes de sua nomeação em 1897 como embaixador na Inglaterra, Hay foi preguiçoso e inconstante".
Ele continuou a dedicar boa parte de sua energia para o Partido Republicano. Hay apoiou Blaine na eleição de 1884, doando uma quantia considerável para sua campanha fracassada contra Grover Cleveland. Muitos dos amigos de Hay não ficaram animados com Blaine, irritando Hay, que escreveu a Richard Watson Gilder que "Eu nunca consegui entender a lógica que induz algumas pessoas excelentes a cada quatro anos porque não conseguem indicar o candidato que preferem votar pelo partido que não preferem". Hay teve que seguir seu próprio conselho na eleição de 1888 quando John Sherman, seu candidato preferido, não conseguiu a indicação. Hay, após alguma resistência, apoiou o indicado Benjamin Harrison, que acabou eleito. Harrison nomeou homens que Hay apoiava, incluindo Blaine, Reid e Robert Lincoln, porém ele próprio não recebeu ofertas para atuar no governo Harrison. Hay discursou a favor de candidatos legislativos Republicanos em 1890, falando para dez mil pessoas em Nova Iorque, porém seu partido foi derrotado e perdeu o controle do Congresso. Hay contribuiu para a fracassa campanha de reeleição de Harrison, parcialmente porque Reid fora indicado como vice.

#### Apoiador de McKinley
Hay foi um dos primeiros apoiadores do então deputado William McKinley de Ohio e trabalhou próximo de Mark Hanna, um industrialista de Cleveland e gerente político de McKinley. Hay apoiou McKinley em 1889 em uma tentativa fracassada de se tornar o Presidente da Câmara dos Representantes. McKinley, quatro anos depois, nessa altura o Governador de Ohio, enfrentou uma crise financeira quando uma amigo cujas notas ele tinha imprudentemente co-assinado faliu durante o Pânico de 1893. As dívidas estavam além de seus meios para pagar e a possibilidade de falência ameaçava sua promissora carreira política. Hay estava entre aqueles que Hanna chamou para ajudar, comprando três mil dólares de uma dívida de mais de cem mil. Taliaferro afirmou que apesar de outros terem pago mais, os "cheques de Hay foram dois dos primeiros e seu toque era mais pessoal, uma gentileza que McKinley nunca esqueceu". O governador escreveu: "Como posso retribuir a você & a outros amigos queridos?".

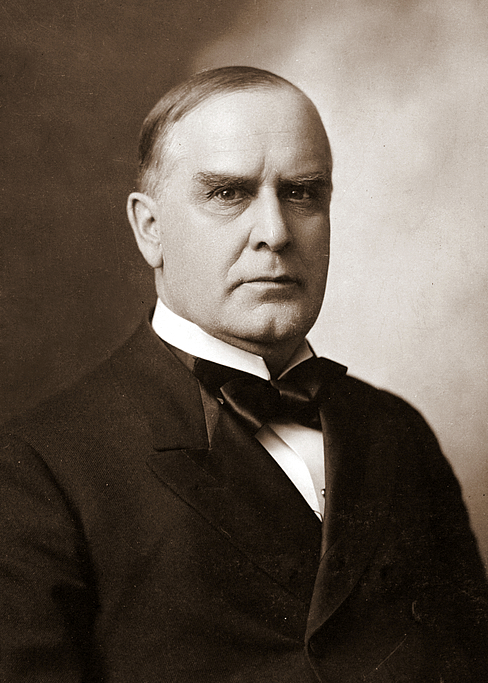
William McKinley, quem Hay apoiou para diversos cargos políticos

O mesmo pânico financeiro que quase arruinou McKinley convenceu Hay que homens como si mesmo precisavam assumir cargos públicos a fim de salvar o país do desastre. Ele envolveu-se profundamente até o final de 1894 no estabelecimento das fundações para a campanha presidencial de McKinley em 1896. Era o trabalho de Hay persuadir apoiadores em potencial que valia a pena apoiar McKinley. Hay mesmo assim achou tempo para uma longa estadia em Nova Hampshire; ele mais tarde no mesmo ano escreveu "O verão mingua e eu não fiz nada por McKinley". Hay compensou com um cheque de quinhentos dólares a Hanna, o primeiro de muitos. Durante o inverno de 1895 para 1896, ele passou informações do que ouvia de outros Republicanos proeminentes de Washington, como o senador Henry Cabot Lodge de Massachusetts.
Hay passou parte da primavera e início de verão de 1896 no Reino Unido e em outros lugares da Europa. Havia uma disputa de fronteira entre a Venezuela e a Guiana Britânica, com Richard Olney, o Secretário de Estado de Grover Cleveland, apoiando a posição venezuelana, anunciando sua interpretação da Doutrina Monroe. Hay contou a políticos britânicos que McKinley provavelmente não mudaria de rumo caso fosse eleito. Este foi indicado pelo Partido Republicano em junho de 1896; os britânicos estavam nesse época mais inclinados a apoiar quem quer que fosse o indicado do Partido Democrata. Isto mudou quando a Convenção Nacional Democrata indicou William Jennings Bryan em uma plataforma de "prata livre" com seu famoso discurso da Cruz de Ouro. Hay relatou a McKinley depois de voltar do Reino Unido após uma breve estadia no continente que os britânicos "estavam todos morrendo de medo de que Bryan fosse eleito, e muito educados em suas referências a você".
Hay voltou para os Estados Unidos no início de agosto e foi para The Fells, onde acompanhou enquanto Bryan viajava pelo país e realizava centenas de discursos durante sua campanha enquanto McKinley, por sua vez, deu discursos apenas na frente da sua casa em Ohio. Hay, apesar de ter sido convidado, ficou relutante em visitar McKinley em Canton: "Ele me pediu para ir, mas achei que não lutaria com os milhões em seu gramado pisoteado". Hay se estabeleceu em sua casa de Cleveland em meados de outubro e fez um discurso em apoio a McKinley, em seguida foi para Canton. Ele depois escreveu a Adams:
| “ | Eu estava temendo isso por um mês, pensando que seria como falar em uma fábrica de caldeiras. Mas ele se encontrou comigo na estação, me serviu carne & me levou para cima e falou por duas horas tão calma & serenamente como se fôssemos pensionistas de verão em Belém, em uma perda de meios para matar o tempo. Fiquei mais impressionado do que nunca com sua máscara. É um genuíno rosto eclesiástico italiano do Século XV. | ” |

Ele ficou enojado com os discursos de Bryan, escrevendo com palavras que Taliaferro compara a The Bread-Winners, que o candidato Democrata "simplesmente reitera as verdades inquestionáveis de que todo homem com uma camisa limpa é um ladrão e deve ser enforcado: que não há bondade e sabedoria exceto entre as classes analfabetas e criminosas". McKinley facilmente venceu a eleição, apesar dos enormes esforços de Bryan, com uma campanha administrada por Hanna e pelo próprio candidato, mais apoiadores ricos como Hay. Adams posteriormente se perguntou, "Eu daria uma moeda para saber quanto Hay pagou por McKinley. Sua política deve ter custado".

## Embaixador

### Nomeação
O nome de Hay apareceu proeminentemente nas especulações pós-eleição sobre quem ganharia cargos sob McKinley, assim como o nome de Whitelaw Reid. Ambos procuravam cargos elevados no Departamento de Estado, tanto como secretário ou como embaixador em um dos principais postos. Reid, além de ter concorrido a vice-presidente, tinha atuado como Ministro na França sob Harrison. Entretanto, ele sofria de asma e se prejudicou ao partir para o Arizona no inverno, levantando especulações sobre sua saúde.

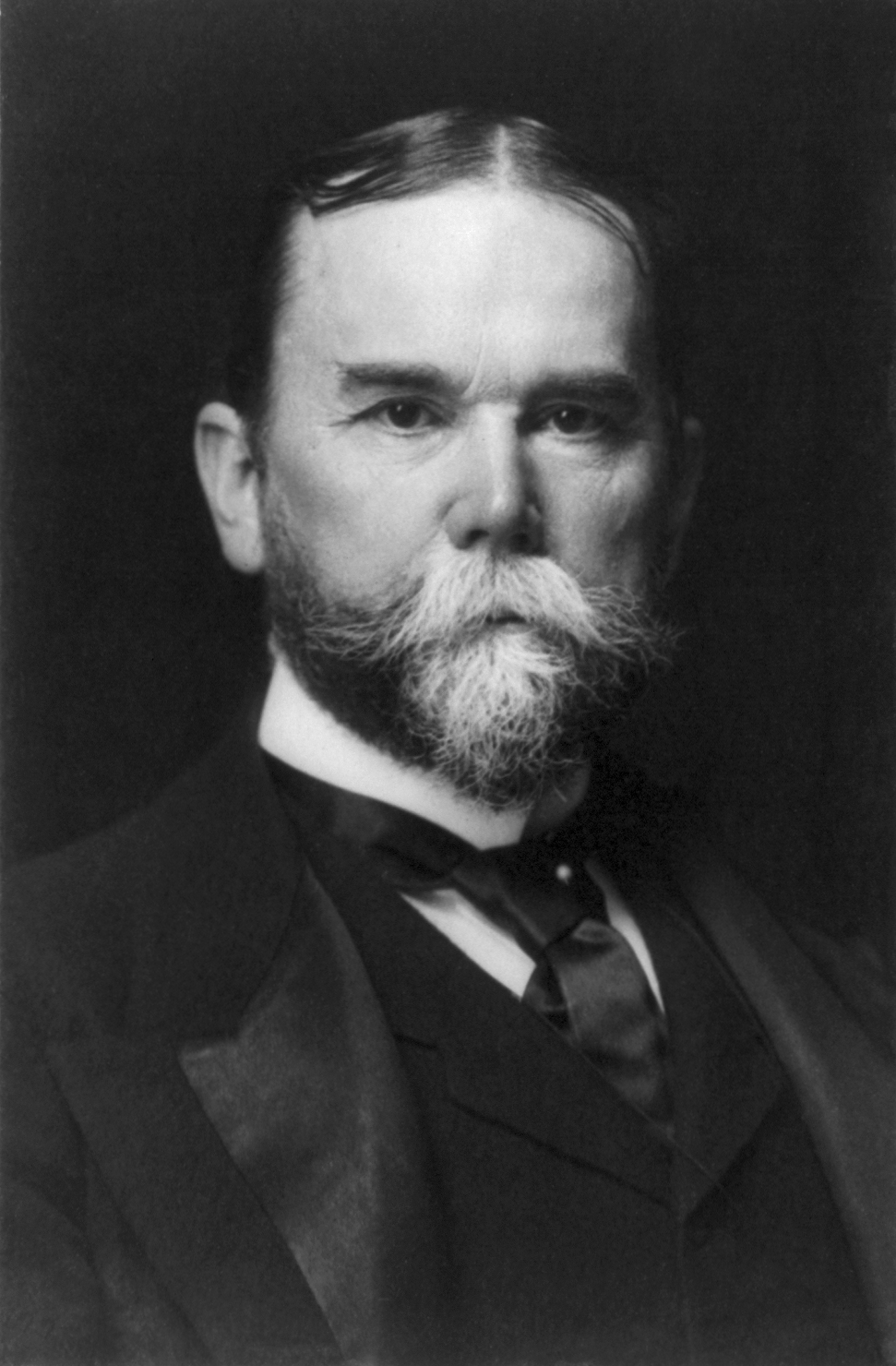
Hay em 1897

Hay foi mais rápido do que Reid para perceber que a corrida para esses cargos seria afetada pelo desejo de Hanna em ser senador por Ohio. Uma das vagas senatoriais para o estado já era do recém-eleito Joseph B. Foraker, assim a única que poderia ficar disponível era aquela ocupada por Sherman. Este já era um septuagenário que tinha trabalhado como Secretário do Tesouro sob Hayes, assim apenas o cargo de Secretário de Estado lhe interessaria o suficiente para criar uma vacância que Hanna poderia preencher. Hay sabia que das oito posições no gabinete, apenas uma poderia ir para alguém de Ohio, assim ele próprio não tinha chances de conseguir. Consequentemente, Hay encorajou Reid a tentar o cargo de Secretário de Estado ao mesmo tempo que retirava-se completamente como possível candidato para o posto, em vez disso trabalhando discretamente para conseguir o cargo de embaixador em Londres. Zeitz afirmou que Hay foi atrás desse cargo "agressivamente".
Segundo Taliaferro, "somente depois que a ação foi realizada e Hay foi empossado como o embaixador na corte de St. James, foi possível detectar o quão sutil e completamente ele havia manipulado seu aliado e amigo, Whitelaw Reid". Um telégrafo entre Hay e McKinley datado de provavelmente 26 de dezembro de 1896 revela que o primeiro sugeriu que o segundo dissesse a Reid que os amigos do editor tinham insistido para que ele não colocasse sua saúde em perigo ocupando alguma um cargo público, especialmente no conhecido clima poluído de Londres. Hay apresentou seu próprio caso para o cargo de embaixador em uma carta apenas um mês depois, pedindo que McKinley agisse rápido, pois acomodações adequadas em Londres seriam difíceis de garantir. Tanto Hay quanto Hanna acabaram conseguindo os postos que queriam, logo mudando seus focos para tentarem apaziguar Reid. Taliaferro afirmou que este nunca culpou Hay, porém Kushner e Sherrill disseram que "Reid tinha certeza que havia sido injustiçado" por Hay, com o anúncio da nomeação deste quase encerrando sua amizade de 26 anos.
A reação no Reino Unido à sua nomeação foram positivas, com George Smalley do The Times escrevendo que "nós queremos um homem que é um verdadeiro Americano, mas não anti-Inglês". Hay conseguiu uma casa na Carlton House Terrace, com vista ao Horse Guards Parade, com onze funcionários. Levou consigo a esposa, seus próprios talheres, duas carruagens e cinco cavalos. Seu salário era de dezessete mil dólares, o que "nem sequer começava a cobrir o custo de seu estilo de vida extravagante".

### Serviço

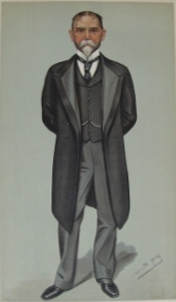
Caricatura de Hay na Vanity Fair em junho de 1897

Hay, durante seu tempo como embaixador, tentou melhorar o relacionamento entre os Estados Unidos e o Reino Unido. Este há muito era visto negativamente por vários norte-americanos, um legado na Revolução Americana e neutralidade na Guerra de Secessão, quando permitiu que que navios confederados como o CSS Alabama fossem construídos em seus estaleiros. Apesar dessas diferenças passadas, Taliaferro escreveu que "reaproximação fazia mais sentido do que em qualquer outro momento de suas respectivas histórias". Hay discursou para a American Society em Londres no Dia de Ação de Graças de 1897, afirmando "A maioria das pessoas nos Estados Unidos e Inglaterra são amigas ... [compartilhando] esse intenso respeito e reverência por ordem, liberdade e lei que é tão profundo sentimento em ambos os países". Apesar de Hay não ter sido bem-sucedido na resolução de controvérsias específicas no um ano e um terço que passou como embaixador, tanto ele quanto os políticos britânicos consideraram seu período como um sucesso pelo avanço da boa vontade e cooperação entre os dois países.
Uma disputa em andamento entre Estados Unidos e Reino Unido era sobre a prática de focagem pelágica, a captura de focas no litoral do Alasca. Os Estados Unidos as consideravam recursos norte-americanos; o Canadá, cuja política externa ainda era responsabilidade dos britânicos, afirmava que os animais eram pegos em águas internacionais. McKinley, pouco depois da chegada de Hay, enviou John W. Foster, ex-Secretário de Estado, para Londres a fim de negociar a questão. Foster rapidamente emitiu uma nota acusatória aos britânicos que foi publicada nos jornais. Hay conseguiu que lorde Robert Gascoyne-Cecil, 3º Marquês de Salisbury, que era tanto Primeiro-Ministro quanto Secretário do Exterior, concordasse com uma conferência para decidir o problema, porém os britânicos a abandonaram quando os norte-americanos também convidaram a Rússia e o Japão, tornando a conferência ineficaz. Outra questão que não teve resolução foi o bimetalismo: McKinley tinha prometido a Republicados apoiadores da prata que tentaria um acordo internacional variando a relação de preços entre prata e ouro para permitir a cunhagem gratuita de prata, instruindo Hay a procurar a participação britânica. Estes só estariam interessados caso o governo colonial da Índia, que até 1893 usavam o padrão prata, estivesse disposto; isto não ocorreu e nenhum acordo foi alcançado em parte também porque uma melhora econômica reduziu o apoio ao bimetalismo nos Estados Unidos.
Hay teve pouco envolvimento na crise sobre Cuba que levou à Guerra Hispano-Americana. Ele se encontrou com Salisbury em outubro de 1897 e recebeu garantias que os britânicos não interviriam se os Estados Unidos achassem necessário entrar em guerra contra a Espanha. O papel de Hay era "fazer amigos e repassar o ponto de vista Inglês para Washington". Ele passou boa parte do início de 1898 no Oriente Médio e só retornou para Londres na última semana de março, época que o cruzador blindado USS Maine já tinha explodido no porto de Havana. Hay trabalhou durante a guerra para garantir relações amistosas entre Estados Unidos e Reino Unido, com os britânicos aceitando a ocupação norte-americana das Filipinas pois Salisbury preferia que os Estados Unidos tivessem as ilhas do que elas acabassem passando para a Alemanha.
Hay descreveu a guerra em seus primeiros dias como "tão necessária quanto justa". Ele fez uma descrição do conflito em meados de julho ao escrever para Theodore Roosevelt, o ex-Secretário Assistente da Marinha de McKinley que tinha ganhado fama e glória na guerra liderando o 1º Regimento de Cavalaria Voluntária, coloquialmente chamado de "Rough Riders". Segundo Zeitz, por essa descrição ele "é mais lembrado por muitos estudantes de história Americana":
| “ | Tem sido uma guerra esplêndida, iniciada com os motivos mais elevados, realizada com magnífica inteligência e espírito, favorecida por aquela Fortuna que ama os valentes. Agora está para ser concluída, espero, com aquela boa natureza, que é, afinal, a característica distintiva do caráter Americano. | ” |

Sherman renunciou de cargo de Secretário de Estado pouco antes do início da guerra e foi substituído por seu primeiro assistente, William R. Day. Este era um dos comparsas de McKinley com pouquíssima experiência diplomática, sendo nada mais do que uma substituição temporária para tempos de guerra. Como os Estados Unidos estavam prestes a ter várias possessões no Oceano Pacífico, McKinley queria um secretário com credenciais diplomáticas mais fortes. Hay recebeu em 14 de agosto de 1898 um telegrama do presidente informando-o que Day iria chefiar a delegação norte-americana nas conversas de paz com a Espanha, enquanto o próprio Hay seria nomeado o novo Secretário de Estado. Ele aceitou o posto após alguma indecisão, pois achava que não poderia recusar e ainda assim continuar como embaixador no Reino Unido. A resposta britânica à nomeação de Hay foi em sua maior parte positiva. A rainha Vitória, depois dele ter renunciado formalmente do posto na presença dela na Casa Osborne, o convidou novamente para se encontrar no dia seguinte, posteriormente escrevendo em seu diário que Hay era "o mais interessante dos Embaixadores que conheci".

## Secretário de Estado

### Presidência de McKinley

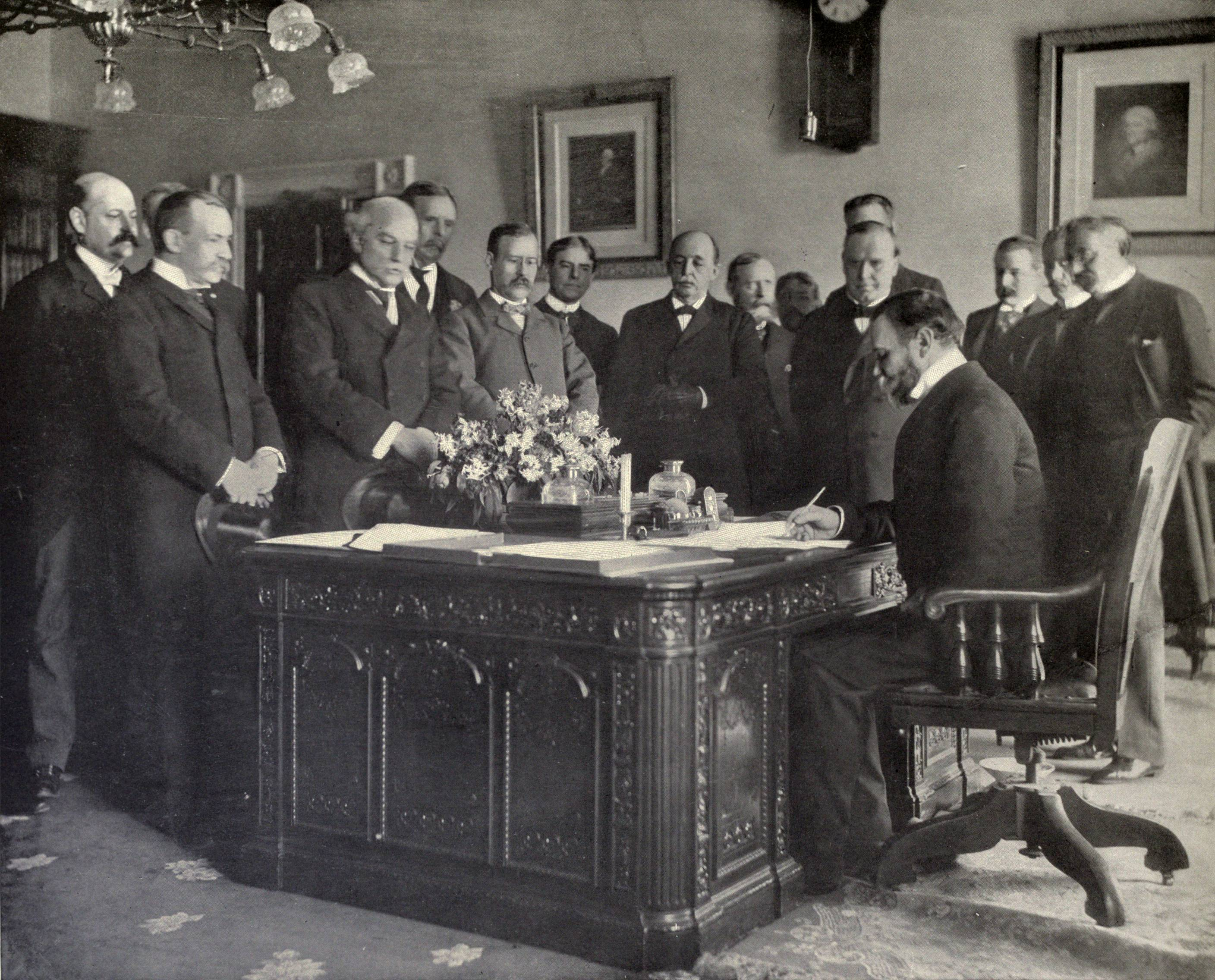
Hay assinando o Tratado de Paris em 11 de abril de 1899

Hay foi empossado como Secretário de Estado em 30 de setembro de 1898. Ele praticamente não precisou se adaptar às reuniões de gabinete e sentava-se do lado direito do presidente. As reuniões eram realizadas na Sala do Gabinete da Casa Branca, onde descobriu que seu antigo escritório e quarto estavam ocupados por vários atendentes. Ele passou a ser responsável por 1,3 mil funcionários públicos, assim dependia muito da ajuda administrativa de seu antigo amigo Adee, que passou a ser seu segundo assistente.
Ele formou o hábito de confiar nos britânicos e compartilhar informações importantes com eles, ao mesmo tempo não compartilhava nada com a Espanha, França, Alemanha e Rússia. Hanna chegou a afirmar que "Hay e McKinley são escandalosamente pró-Britânicos". O embaixador francês relatou que "Hay é amigável para os Britânicos e hostil para nós, devemos olhá-lo com muita desconfiança".
A Guerra Hispano-Americana estava praticamente encerrada quando Hay assumiu o cargo e havia sido decidido tirar da Espanha todo o seu império ultramarino e transferi-lo pelo menos parcialmente aos Estados Unidos. McKinley, na época que Hay foi empossado, ainda não tinha se decidido sobre tomar as Filipinas, mas finalmente decidiu a favor em outubro e Hay enviou instruções a Day e aos outros comissários de paz para que insistissem nesse ponto. A Espanha cedeu e o resultante Tratado de Paris foi firmado em dezembro, sendo ratificado por uma pequena margem no Senado em fevereiro de 1899 sobre objeções de anti-imperialistas.

#### Política de Portas Abertas

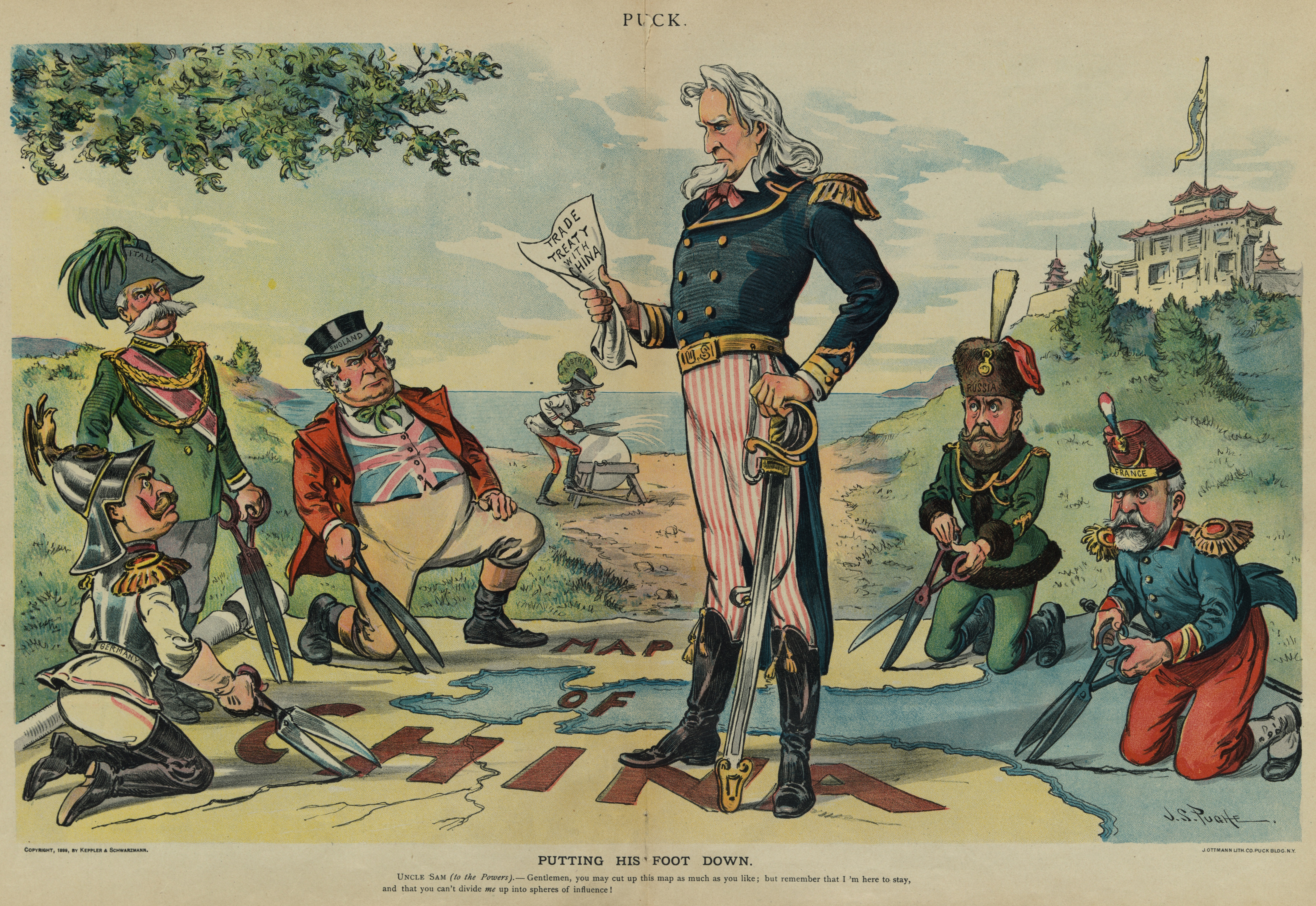
Caricatura de J. S. Pughe mostrando o Tio Sam exigindo acesso à portas abertas para comércio com a China enquanto as potências europeias planejam dividir o país para si mesmos

A China tinha se tornado na década de 1890 um grande parceiro comercial para os países ocidentais e para o Japão recém-ocidentalizado. Os chineses tiveram seu exército seriamente enfraquecido por várias guerras desastrosas e países estrangeiros aproveitaram a oportunidade para negociarem acordos que os permitiam controlar várias cidades litorâneas conhecidas como portos tratado para uso como bases militares ou centros comerciais. Dentro dessas jurisdições, o país de posse frequentemente dava preferência para seus próprios cidadãos no comércio ou no desenvolvimento de infraestruturas como ferrovias. Os Estados Unidos não reivindicavam parte alguma da China, mas um terço de todo o comércio chinês era transportado em navios norte-americanos e ter um posto próximo foi um grande fator na decisão de tomar as Filipinas no Tratado de Paris.
Hay estava preocupado com o Extremo Oriente desde a década de 1870. Ele tinha tentado forjar uma política internacional comum com os britânicos enquanto ainda era embaixador, mas o Reino Unido estava disposto a adquirir concessões territoriais dos chineses com o objetivo de proteger seus interesses, algo que McKinley não queria fazer. Hay avisou em março de 1898 que Rússia, Alemanha e França estava desejando excluir norte-americanos e britânicos do comércio com a China, porém isso foi desconsiderado por Sherman, que aceitou garantias do contrário por parte de russos e alemães.
McKinley achava que igualdade de oportunidade para o comércio na China era essencial para o sucesso, em vez de aquisições coloniais. O fato de Hay compartilhar essa opinião foi um dos motivos para sua nomeação como Secretário de Estado. Muitos norte-americanos influentes enxergaram o litoral chinês sendo dividido em esferas de influência e pediram para McKinley entrar no jogo; mesmo assim, o presidente afirmou em sua mensagem anual ao Congresso em dezembro de 1898 que, contato que norte-americanos não fossem discriminados, ele não achava que havia necessidade dos Estados Unidos se tornar "um ator nessa cena".
Hay tinha a responsabilidade de elaborar uma política para a China. Ele foi aconselhado por William Woodville Rockhill, um antigo conhecedor da China. Também influente foi Charles Beresford, um parlamentar britânico que fez vários discursos para empresários norte-americanos, tendo se encontrado com McKinley e Hay e posteriormente afirmado ao secretário em uma carta que "é imperativo para os interesses Americanos assim como o nosso que a política de 'porta aberta' deva ser mantida". Garantias de que tudo na China ocorreria de forma igualitária daria às potências estrangeiras pouco incentivo para desmembrar o Império Chinês por meio de aquisições territoriais.
Alfred Hippisley, o inspetor britânico para a alfândega marítima chinesa, visitou os Estados Unidos em 1899. Ele escreveu Rockhill que os Estados Unidos e outras potências concordassem em tarifas uniformes, incluindo nos enclaves. Rockhill repassou a carta a Hay, que resumiu a opinião de Hippisley e outros como defendendo "um mercado livre pela China para nosso comércio em termos de igualdade com todos os outros estrangeiros". Hay concordava, mas temia o Senado e oposição popular, querendo evitar ratificação senatorial do tratado. Rockhill esboçou a primeira nota das Portas Abertas, pedindo por igualdade de oportunidade comercial para estrangeiros na China.
Hay emitiu a nota das Portas Abertas em 6 de setembro. Isto não era um tratado e assim não necessitava de aprovação do Senado. A maioria das potências tinha algumas reservas e as negociações continuaram pelo restante do ano. Ele anunciou em 20 de março de 1900 que todas as potências tinham concordado. Day escreveu a Hay parabenizando-o: "mexendo-se no momento certo e da maneira certa, você garantiu um triunfo diplomático nas 'portas abertas' na China de primeira importância para nosso país".

#### Levante dos Boxers

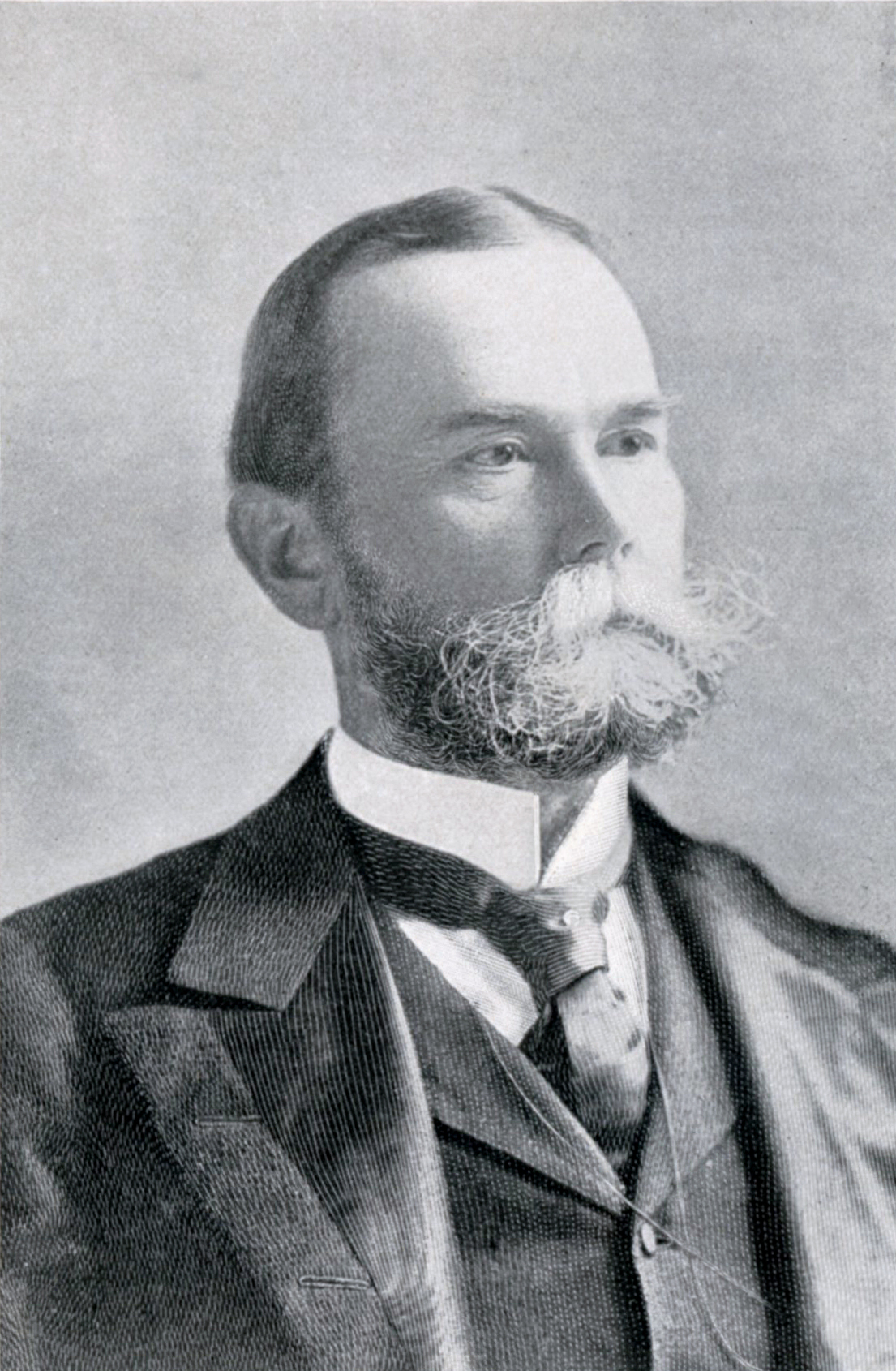
Hay em 1898

Pouca atenção foi dada para a reação chinesa à Política de Portas Abertas; Wu Tingfang, o ministro chinês nos Estados Unidos, só foi descobrir da nota ao ler sobre ela nos jornais. Dentre aqueles na China que se opunham à influência ocidental estava um movimento no norte na província de Xantum que ficou conhecido como Punhos Harmoniosos e Justiceiros, ou Boxers, devido à arte marcial que praticavam. Os Boxers ficaram especialmente enfurecidos por missionários e seus convertidos. Rockhill desconsiderou os Boxers em junho de 1900, acreditando que eles logo seriam dissolvidos. Entretanto, os Boxers, com ajuda de soldados imperiais, cortaram a ferrovia entre Pequim e o litoral ainda no mesmo mês, matando muitos dos missionários e seus convertidos e cercando as legações estrangeiras. Hay se viu em uma situação precária, pois precisava conseguir resgatar os norte-americanos presos em Pequim e evitar criar uma desculpa para as outras potências repartirem a China, tudo isso durante um ano eleitoral em que já existia uma oposição Democrata contra aquilo que consideravam imperialismo americano.
Tropas norte-americanas foram enviadas para a China a fim de aliviar a legação do país, com Hay enviando uma carta às outras potências afirmando que os Estados Unidos queriam vidas preservadas e culpados punidos, mas não que a China fosse desmembrada. Ele emitiu essa carta em 3 de julho, suspeitando que as potências estavam discretamente fazendo arranjos para a partição da China. A comunicação entre as legações estrangeiras tinha sido cortada e presumiu-se falsamente que as pessoas cercadas ali tinham sido massacradas, porém Hay percebeu que Wu poderia repassar uma mensagem, com o secretário conseguindo estabelecer uma comunicação. Hay sugeriu ao governo chinês que cooperação seria de seu melhor interesse. A força de socorro, composta principalmente por japoneses mas também com dois mil norte-americanos, conseguiu resgatar as legações e depois saqueou Pequim. A China foi forçada a pagar uma enorme indenização, mas não houve concessões territoriais.

#### Assassinato de McKinley
Garret Hobart, o vice-presidente de McKinley, morreu em novembro de 1899. Sob as leis em vigor na época, com isto Hay passou a ser o primeiro na linha de sucessão presidencial caso qualquer coisa acontecesse com o presidente. Este foi unanimemente indicado pela Convenção Nacional Republicana em meados de junho de 1900 para concorrer a reeleição no final do ano. Ele permitiu que a convenção fizesse sua própria escolha para seu colega de chapa, com o selecionado sendo Roosevelt, na época o Governador de Nova Iorque. Hanna se opôs amargamente a essa escolha, mas mesmo assim arrecadou milhões para a campanha de McKinley e Roosevelt, que acabou eleita.
Hay acompanhou McKinley em uma viagem de trem pelo país inteiro em meados de 1901, durante a qual os dois visitaram a Califórnia e viram o Oceano Pacífico pela primeira e única vez em suas vidas. O verão de 1901 acabou sendo trágico para Hay, pois seu velho Adalbert, que tinha atuado como cônsul em Pretória durante a Segunda Guerra dos Bôeres e estava prestes a se tornar secretário particular de McKinley, morreu ao cair de uma janela de hotel em New Haven, em Connecticut.
Hay estava em The Fells quando McKinley foi baleado em Buffalo em 6 de setembro. Roosevelt e boa parte do gabinete correram para o lado do presidente, que tinha aparentemente sido operado com sucesso depois do atentado. Hay planejou ir a Washington a fim de lidar com as comunicações com governos estrangeiros, mas George B. Cortelyou, o secretário presidencial, pediu para que fosse a Buffalo. Hay foi em 10 de setembro, afirmando que McKinley morreria logo depois de receber um relato sobre a recuperação do presidente. Ele ficou mais animado depois de se encontrar com McKinley, dando uma declaração a imprensa e seguindo para Washington, enquanto Roosevelt e outros dispersaram. Hay estava prestes a voltar para Nova Hampshire no dia 13 quando notícias chegaram que o presidente estava morrendo. Hay permaneceu em seu escritório e McKinley morreu na manhã seguinte, com o secretário sendo a pessoa que informou oficialmente Roosevelt da morte do presidente e sua ascensão à presidência.

### Presidência de Roosevelt

#### Permanência

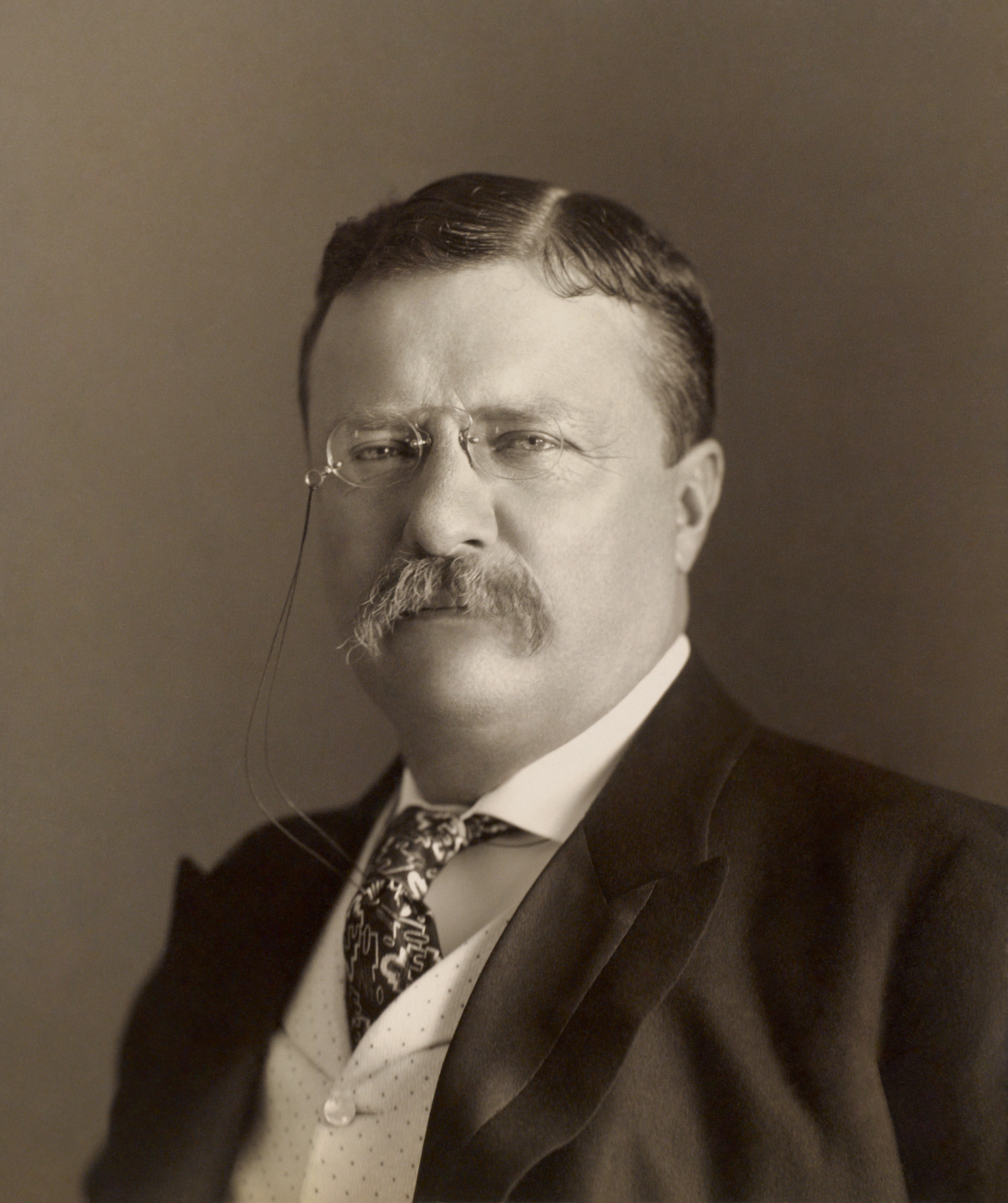
Theodore Roosevelt, sucessor de McKinley

Hay novamente se viu na posição de primeiro na linha de sucessão presidencial. Ele permaneceu em Washington enquanto o corpo de McKinley era transportado de trem para a capital, também ficando na cidade enquanto o falecido presidente era levado para Canton a fim de ser enterrado. Hay admirava McKinley e chegou a descrevê-lo como "muito parecido com Lincoln em vários aspectos", escrevendo a um amigo "que destino estranho e trágico tem sido o meu – ficar ao lado do caixão de três dos meus amigos mais queridos, Lincoln, Garfield e McKinley, três dos mais gentis dos homens, todos elevados a serem chefes de Estado, e todos findados a morte por assassinos".
Ele ofereceu sua renúncia a Roosevelt por carta enquanto o novo presidente ainda estava em Buffalo, bem no meio de especulações de que Hay seria substituído – por exemplo, Blaine, que tinha sido o Secretário de Estado de Garfield, permaneceu pouco tempo no novo governo de Chester A. Arthur. Hay foi receber o trem funerário e Roosevelt o recebeu na estação, imediatamente afirmando que ele precisava permanecer no cargo. Segundo Zeitz, a "ascensão acidental de Roosevelt à presidência fez de John Hay um anacronismo essencial ... o sábio estadista mais velho e membro sênior do gabinete, ele era indispensável a [Roosevelt], que até hoje permanece como o presidente mais jovem da história".
Além das mortes de McKinley e de seu filho Adalbert, Hay também precisou sofrer no mesmo ano a perda de Nicolay, que morreu em 26 de setembro após uma longa doença, e a de seu amigo próximo Clarence King, que morreu de tuberculose na véspera de natal.

#### Canal do Panamá
O envolvimento de Hay para a construção de um canal na América Central conectando os Oceanos Atlântico e Pacífico remontam à sua época como Secretário de Estado Assistente durante a presidência de Hayes, quando atuou como tradutor para Ferdinand de Lesseps em seus esforços para interessar o governo norte-americano em investir em sua Companhia do Canal do Panamá. Hayes só estava interessado na ideia de um canal sob controle dos Estados Unidos, algo que o projeto de Lesseps não seria. O projeto de Lesseps no Panamá, então uma província da Colômbia, tinha ruído na época que Hay se tornou Secretário de Estado, assim como o projeto liderado pelos Estados Unidos na Nicarágua. O Tratado Clayton-Bulwer de 1850 entre Estados Unidos e Reino Unido proibia os norte-americanos de construírem um canal na América Central que fosse de seu controle absoluto, com Hay desde o início de seu mandato procurando remover essa restrição. Entretanto, os canadenses, cuja política externa ainda era responsabilidade britânica, enxergavam a questão do canal como seu maior trunfo para conseguirem resolverem outras disputas a seu favor, persuadindo Salisbury a não resolver a questão independentemente. Estados Unidos e Reino Unido concordaram em estabelecerem uma comissão conjunta pouco depois de Hay assumir o cargo com o objetivo de resolverem questões pendentes. Ela se reuniu no final de 1898, porém o progresso foi lento, especialmente na questão da fronteira entre o Canadá e o Alasca.
A questão da fronteira do Alasca ficou menos contenciosa em agosto de 1899, quando os canadenses aceitaram uma fronteira provisória pendendo um acordo final. O Congresso estava ansioso para começar os trabalhos em um projeto de lei para o canal e estava cada vez mais inclinado em ignorar a restrição do Tratado Clayton-Bulwer, assim Hay e lorde Julian Pauncefote, 1º Barão Pauncefote e o embaixador britânico, começaram a trabalhar em um tratado em janeiro de 1900. A primeira versão do Tratado Hay-Pauncefote foi enviada ao Senado no mês seguinte, onde não teve uma boa recepção, pois os termos proibiam os Estados Unidos de bloquear ou fortificar o canal, que deveria permanecer aberto a todas as nações em tempos de paz ou guerra. O Comitê de Relações Exteriores do Senado adicionou uma emenda que permitia aos Estados Unidos fortificarem o canal, com quaisquer outras considerações sendo adiadas em março até depois da eleição presidencial de 1900. Hay apresentou sua renúncia, que McKinley recusou. O tratado, como emendado, foi ratificado pelo Senado em dezembro, porém os britânicos não concordaram com as mudanças.

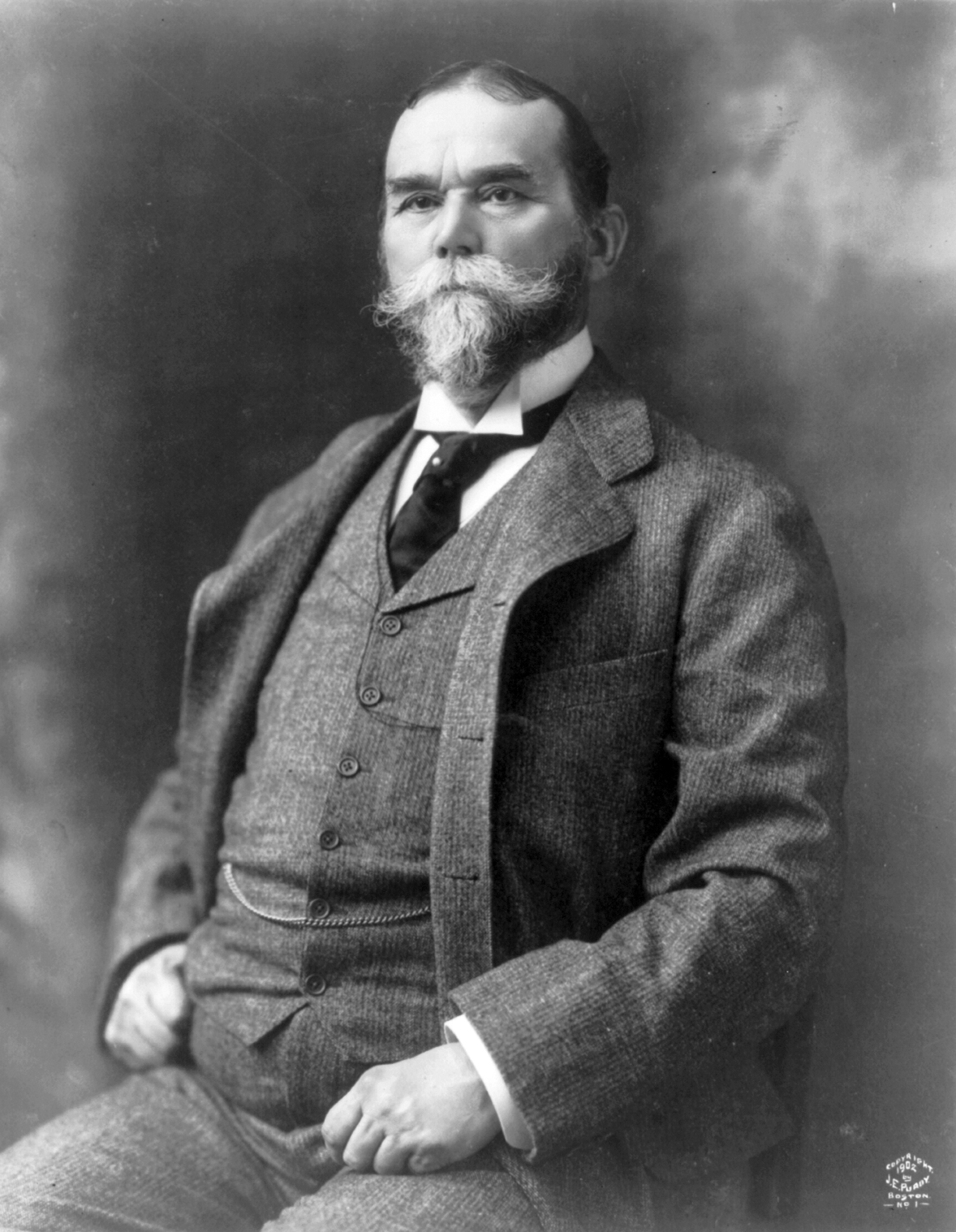
Hay em 1902

O Congresso, apesar da falta de um acordo, ainda estava animado sobre a ideia do canal e inclinado a seguir adiante, com ou sem tratado permitindo sua construção. Uma legislação autorizando isso foi retardada pela discussão sobre usar a rota da Nicarágua ou a do Panamá. Boa parte da negociação do tratado revisado, permitindo que os Estados Unidos fortificassem o canal, foi realizada por Joseph Hodges Choate, o sucessor de Hay como embaixador no Reino Unido, e lorde Henry Petty-Fitzmaurice, 5º Marquês de Lansdowne e Secretário do Estrangeiro britânico, com o segundo Tratado Hay-Pauncefote sendo ratificado pelo Senado por uma ampla margem em 6 de dezembro de 1901.
Os donos da falida companhia francesa, incluindo Philippe Bunau-Varilla, que ainda detinham os direitos exclusivos para a rota panamenha, abaixaram seu preço ao perceberem que os Estados Unidos provavelmente construiriam um canal pela Nicarágua. Roosevelt se tornou um apoiador do caminho pelo Panamá no início de 1902 e o Congresso aprovou uma legislação para tal, caso garantido dentro de um período razoável. O presidente mandou que Hay assumisse pessoalmente as negociações com a Colômbia em junho. O secretário começou mais tarde no mesmo ano conversas com Tomás Herrán, o ministro colombiano interino em Washington. O resultante Tratado Hay-Herrán concedia dez milhões de dólares à Colômbia pelo direito de construir o canal, mais 250 mil dólares anualmente. Ele foi assinado em 22 de janeiro de 1903 e ratificado pelo Senado dos Estados Unidos dois meses depois. Entretanto, o tratado foi rejeitado pelo Senado da Colômbia em agosto.
Roosevelt desejava construir um canal pelo Panamá de qualquer maneira possível. Hay previu "uma insurreição no Istmo [do Panamá] contra o regime de loucura e suborno ... em Bogotá". Bunau-Varilla teve reuniões com os dois homens e lhes garantiu que uma revolução estava à caminho e consequentemente um governo panamenho mais receptivo à ideia do canal. Roosevelt ordenou em outubro que navios da Marinha dos Estados Unidos fossem para o Panamá. Os panamenhos se revoltaram obedientemente no início de novembro de 1903 e interferência colombiana foi dissuadida pela presença das forças norte-americanas. Bunau-Varilla foi nomeado representante do novo país em Washington, rapidamente negociando o Tratado Hay-Bunau-Varilla, assinado em 18 de novembro e que dava aos Estados Unidos o direito de construir o canal em uma zona de dezesseis quilômetros de largura, sobre a qual os Estados Unidos teriam jurisdição completa. Isto acabou sendo insatisfatório para os diplomatas panamenhos que chegaram em Washington pouco depois da assinatura, porém não ousaram recusar. O tratado foi aprovado pelos dois países e a construção do Canal do Panamá recomeçou em 1904. Hay escreveu a Elihu Root, o Secretário da Guerra, elogiando "o curso perfeitamente regular que o Presidente tomou" como mais preferível do que uma ocupação militar do Istmo.

#### Roosevelt e outros eventos
Hay tinha conhecido Theodore Roosevelt Sr., o pai do presidente, na Guerra de Secessão e depois conheceu o jovem Roosevelt, vinte anos mais novo que ele, na sua época no Tribune. Apesar de Roosevelt ter escrito cartas cheias de elogios a Hay antes de se tornar presidente, suas cartas para outros na época e depois eram menos elogiosas. Hay o achava muito impulsivo e particularmente foi contra sua inclusão na chapa em 1900, porém rapidamente escreveu uma nota congratulatória a ele depois da convenção.
Como presidente e secretário, os dois se esforçavam para cultivarem uma relação cordial. Roosevelt leu todos os dez volumes da biografia de Lincoln, escrevendo a Hay em meados de 1903 que "Eu tive a chance de conhecer mais completamente o quão grande Secretário de Estado você é". Hay, por sua parte, elogiou o presidente publicamente como "jovem, galante, capaz [e] brilhante", palavras que Roosevelt afirmou que esperava que estivessem gravadas em seu túmulo.
Os dois foram menos generosos particularmente e em correspondências com outros: Hay reclamou que enquanto McKinley lhe dava sua atenção total, Roosevelt sempre estava ocupado com outros e que sempre era "uma hora de espera para um minuto de conversa". O presidente escreveu a Lodge depois da morte de Hay que este não tinha sido "um grande Secretário de Estado ... sob mim ele realizou pouco ... sua utilidade para mim era quase exclusivamente a utilidade de uma boa figura representativa". Mesmo assim, quando Roosevelt tentou eleger-se por conta própria em 1904, ele persuadiu o velho e enfermo Hay a lhe fazer campanha e este deu um discurso comparando as políticas do governo com aquelas de Lincoln: "não há um princípio declarado pelo partido Republicano hoje que não está em harmonia com seus [de Lincoln] ensinamentos ou inconsistente com seu caráter". Kushner e Sherrill sugeriram que as diferenças entre Hay e Roosevelt eram mais em questão de estilo do que conteúdo ideológico.
O governo alemão pediu em dezembro de 1902 que Roosevelt arbitrasse uma disputa com Venezuela sobre dívidas não pagas. Hay não achava isso apropriado, pois a Venezuela também devia dinheiro aos Estados Unidos, arranjando o envolvimento do Tribunal Internacional de Arbitração. O secretário, enquanto os detalhes finais eram resolvidos, supostamente disse que "Eu tenho tudo arranjado. Se Teddy manter sua boca calada até meio-dia de amanhã". Os dois diferiram sobre a composição da comissão conjunta que deveria resolver a questão da fronteira do Alasca. Ela deveria ser composta de "juristas imparciais" e os britânicos e canadenses nomearam juízes proeminentes. Roosevelt nomeou políticos, incluindo Root e Lodge. Hay apoiou as escolhas publicamente, porém em particular ele protestou veementemente para Roosevelt, reclamou com amigos e ofereceu sua renúncia. O presidente recusou, mas o incidente confirmou sua crença de que Hay era muito anglófilo para ser confiado em questões envolvendo o Reino Unido. A posição dos Estados Unidos sobre a disputa de fronteira venceu por um voto de 4–2, com um dos juristas britânicos votando junto com os três norte-americanos.

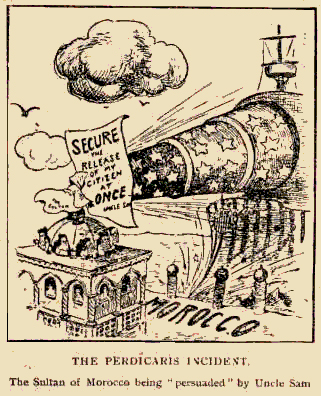
Caricatura política sobre o Caso Perdicaris

Um incidente envolvendo Hay que beneficiou Roosevelt politicamente foi o sequestro de Ion Hanford Perdicaris no Marrocos pelo xarife Ahmed al-Raisuli, um oponente do sultão Abdelazize. Raisuli exigiu o pagamento de um resgate, libertação de prisioneiros políticos e o controle de Tânger no lugar do governador militar. Raisuli presumiu que Perdicaris fosse um norte-americano rico e esperava que a pressão dos Estados Unidos garantisse suas exigências. Na verdade, apesar de Perdicaris ter nascido em Nova Jérsei, ele renunciou sua cidadania na Guerra de Secessão para que os confederados não confiscassem sua propriedade na Carolina do Sul, aceitando uma naturalização grega, fato que só se tornou de conhecimento geral anos depois. Entretanto, isto diminuiu o interesse de Roosevelt por ação militar. Abdelazize foi incapaz de lidar com o incidente e o presidente considerou tomar o litoral de Tânger, fonte de boa parte da renda do sultão, como uma forma de motivá-lo. Hay, enquanto as exigências de Raisuli aumentavam e com a aprovação de Roosevelt, enviou uma mensagem a Samuel R. Gummeré, o cônsul no Marrocos:
| “ | Queremos Perdicaris vivo ou Raisuli morto. Desejamos menos complicações possíveis com o Marrocos ou outras Potências. Tu não providenciarás o desembarque de fuzileiros ou a apreensão da alfândega sem uma direção específica do departamento. | ” |

A Convenção Nacional Republicana de 1904 estava em andamento naquele final de junho e Joseph Gurney Cannon, o Presidente da Câmara dos Representantes que também era o presidente da convenção, leu apenas primeira frase da mensagem de Hay a Gummeré para os presentes, animando o que até então tinha sido coroação enfadonha para Roosevelt. O historiador David Woolman afirmou que "Os resultados foram perfeitos. Isto era o Teddy lutador que a América amava e seus frenéticos apoiadores – e chauvinistas Americanos em todos os lugares – rugiram em alegria". Na verdade, Abdelazize nessa altura já tinha concordado com as exigências de Raisulo e Perdicaris foi solto. Mesmo assim, o que foi visto como uma fala dura ajudou nas chances eleitorais de Roosevelt.

#### Últimos meses e morte

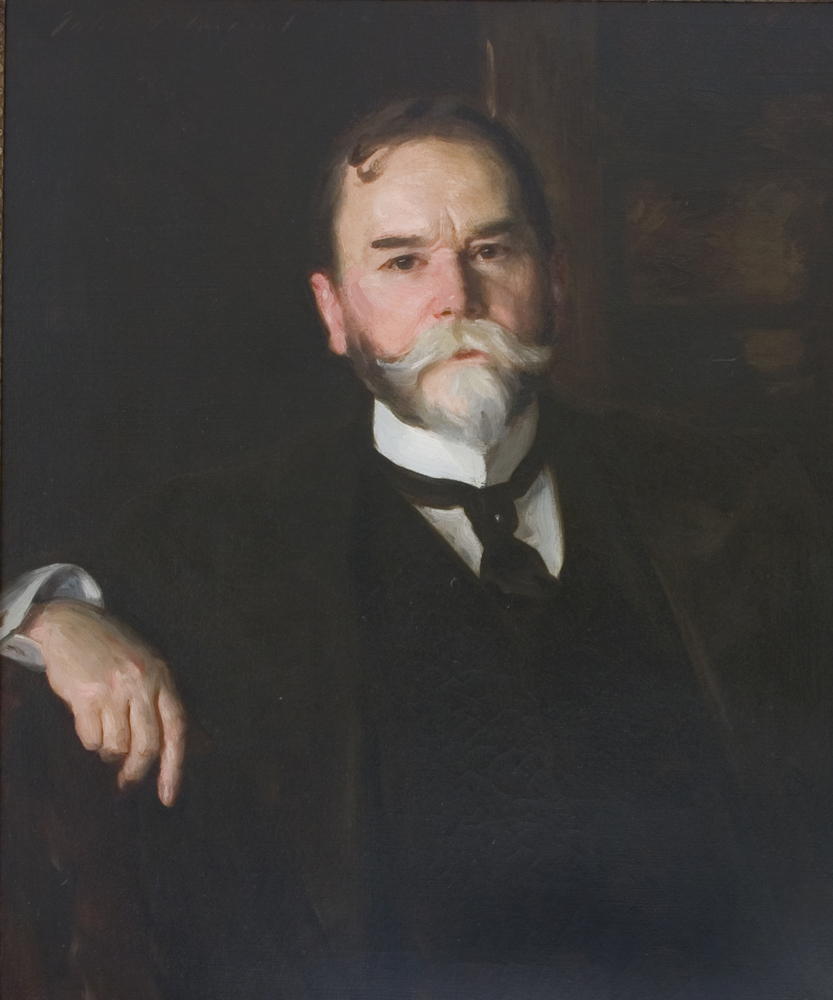
Retrato de Hay em 1903 por John Singer Sargent

Hay e sua esposa nunca se recuperaram realmente da morte de seu filho Adalbert, com ele chegando a escrever em meados de 1904 para sua amiga próxima Lizzie Cameron que "a morte de nosso menino envelheceu minha esposa e eu, de uma vez e pelo resto de nossas vidas". Gale descreveu Hay em seus últimos anos como um "homem velho, entristecido e morrendo lentamente".
Apesar de Hay ter realizado discursos apoiando Roosevelt na eleição de 1904, ele passou boa parte do outono em The Fells ou com seu irmão mais novo Charles em Boston. Roosevelt pediu para que Hay permanecesse por mais quatro anos após ser eleito. Este pediu tempo para considerar, porém o presidente anunciou para a imprensa apenas dois dias depois que ele permaneceria como secretário. O ano de 1905 foi de inutilidade para Hay, pois muitos dos tratados que tinha negociado foram rejeitados pelo Senado ou emendados. Um destes envolvia envolvia a Terra Nova britânica, que foi derrotado pelos temores de Lodge de que ele prejudicaria seus eleitores pescadores. Outros que promoviam arbitrações foram derrubados ou emendados porque o Senado não queria ser ignorado na resolução de disputas internacionais.
A saúde de Hay tinha piorado tanto na época da posse de Roosevelt em 4 de março de 1905 que sua esposa e seu amigo Henry Adams insistiram para que ele fosse para a Europa, onde poderia descansar e receber tratamento médico. Presley Marion Rixey, o médico presidencial, emitiu um atestado de que Hay estava sofrendo de excesso de trabalho, porém em cartas o secretário deu a entender que estava convicto de que não tinha muito mais tempo de vida. Um proeminente médico italiano lhe receitou banhos medicinais para sua condição cardíaca, assim Hay viajou para Bad Nauheim, próximo de Frankfurt, na Alemanha. O imperador Guilherme II estavam entre os monarcas que escreveram a Hay convidando-o para uma visita, porém ele recusou. O rei Leopoldo II da Bélgica conseguiu um encontro ao aparecer de surpresa em seu hotel. Adams sugeriu que Hay se aposentasse enquanto ainda tinha saúde suficiente, também afirmando que Roosevelt adoraria atuar como seu próprio Secretário de Estado. Hay fez piada em carta ao escultor Augustus Saint-Gaudens que "não há nada de errado comigo exceto a velhice, o Senado e uma ou duas outras doenças mortais".
Hay, no decorrer de seu tratamento, foi para Paris e começou a trabalhar novamente ao se encontrar com Théophile Delcassé, o Ministro dos Assuntos Estrangeiros francês. O rei Eduardo VII do Reino Unido quebrou o protocolo ao se encontrar com ele em Londres em uma pequena sala, depois Hay almoçou com Reid, finalmente embaixador no Reino Unido. Não houve tempo para que ele se encontrasse com todos durante aquela que ele sabia que seria sua última viagem a Londres.
Hay foi para Washington logo depois de voltar aos Estados Unidos a fim de trabalhar e "dizer Ave César! ao Presidente", como o próprio colocou. Ele ficou feliz ao saber que Roosevelt estava progredindo bem na resolução da Guerra Russo-Japonesa, trabalho pelo qual o presidente depois ganharia o Nobel da Paz. Hay deixou Washington pela última vez em 23 de junho de 1905, chegando em Nova Hampshire no dia seguinte. Ele morreu em The Fells no dia 1º de julho de um problema cardíaco e suas complicações. Hay foi enterrado no Cemitério Lake View em Cleveland, em um túmulo próximo de Garfield, na presença de Roosevelt e outros dignitários, incluindo Robert Lincoln.

## Carreira literária

### Primeiras obras
Hay escreveu algumas poesias enquanto estava na Universidade Brown e mais outras na Guerra de Secessão. Enquanto estava em Paris em 1865 ele escreveu "Sunrise in the Place de la Concorde", um poema atacando Napoleão III por restaurar a monarquia francesa, representando o imperador como tendo sido a criança Democracia pela Liberdade, estrangulanda-o com as próprias mãos. Em "A Triumph of Order", que se passa no fim da Comuna de Paris, um menino promete aos soldados que ele retornará de uma tarefa para ser executado junto com seus colegas rebeldes. Ele mantém sua promessa, para a surpresa de todos, gritando contra seus executores enquanto é morto.
Em seus poemas ele procurava o mesmo resultado revolucionário para outras nações que o próprio acreditava ter levado à uma conclusão bem-sucedida nos Estados Unidos. Seu poema "The Prayer of the Romans" de 1871 recita a história italiana até o momento, com o Risorgimento ainda em progresso, afirmando que a liberdade não poderia estar presente sem o fim da monarquia, mas sim com uma república italiana. Sua estadia em Viena gerou "The Curse of Hungary", em que Hay previu o fim da Áustria-Hungria. O autor William Dean Howells sugeriu após a morte de Hay que seus poemas temáticos europeus expressavam a "(agora, talvez, antiquada) simpatia Americana por todos os oprimidos". Castilian Days, resultado de sua estadia em Madri, é uma coleção de dezessete ensaios sobre a história e costumes espanhóis; foi publicado pela primeira vez em 1871, porém vários capítulos individuais já tinham aparecido anteriormente em 1870 na revista The Atlantic. A obra teve oito edições durante a vida de Hay. Os espanhóis são retratados como sendo afligidos pela "tripla maldição da coroa, báculo e sabre"; a maioria dos reis e eclesiásticos são representados como inúteis, com Hay deixando sua esperança no movimento republicano espanhol. Gale considerou Castilian Days um notável, embora tendencioso, livro de ensaios sobre a civilização espanhola".
Pike County Ballads, uma coleção de poemas de 1871, lhe trouxe grande sucesso. Eles foram escritos no dialeto do Condado de Pike, no Illinois, onde Hay estudou quando criança, sendo contemporâneo com outros poemas em dialeto similar por Bret Harte, existindo um debate sobre quem veio primeiro. O poema que deu a Hay mais atenção foi "Jim Bludso", sobre um barqueiro cheio de falhas que tem uma esposa no Mississippi e outra no Illinois. Mesmo assim, quando seu barco pega fogo, ele resolve permanecer. Jim mantém o barco em chamas junto à margem até os últimos passageiros desembarcarem, mas ao custo de sua vida. O narrador afirma no final que Cristo não seria severo com Jim por este ter morrido auxiliando outros homens. O poema ofendeu alguns clérigos, mas foi amplamente republicado e até mesmo incluído em antologias.

### The Bread-Winners

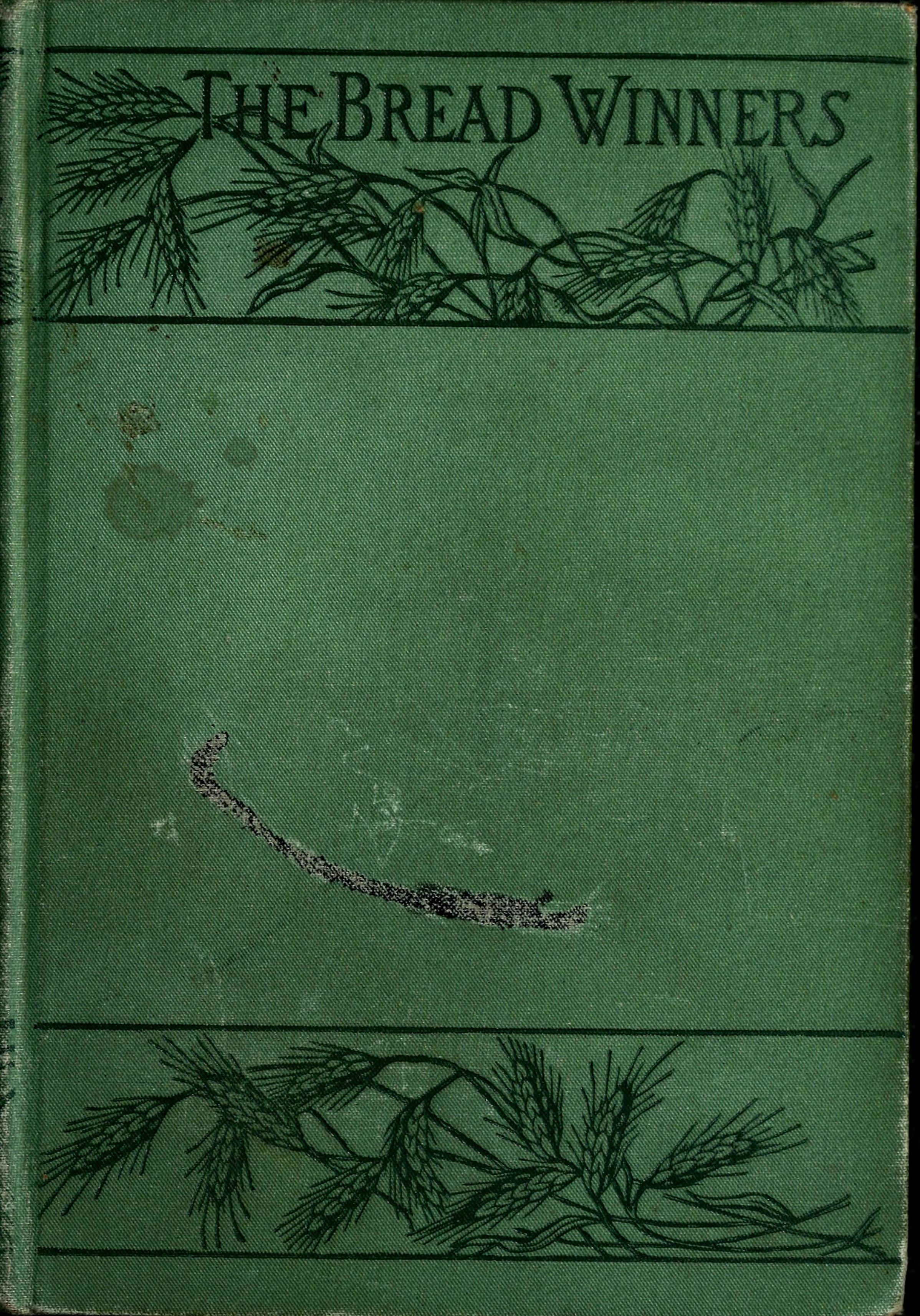
Capa da primeira edição de The Bread-Winners de 1883

The Bread-Winners foi um dos primeiros romances a assumir uma perspectiva antitrabalhista, sendo publicado anonimamente em 1883 e Hay possivelmente tentou disfarçar seu estilo de escrita. O livro só foi publicado com seu nome em 1916. O livro examina dois conflitos: entre capital e trabalho e entre novos ricos e velhos ricos. Hay se inspirou em agitações trabalhistas da década de 1870 que o afetaram pessoalmente: corporações pertencentes a seu sogro estavam entre aquelas que sofreram com o problema, exatamente na época que o próprio Hay tinha sido deixado encarregado delas. Segundo o historiador Scott Dalrymple, "em resposta, Hay prosseguiu para escrever uma acusação contra o trabalho organizado tão mordaz, tão veemente, que ele não ousou associar seu nome a ela".
O personagem principal é Arthur Farnham, um rico veterano da Guerra de Secessão, provavelmente baseado no próprio Hay. Farnham, que herdou sua fortuna, não tem muita influência nas políticas municipais e sua chapa é derrotada nas eleições, simbolizando a influência cada vez menor dos antigos patrícios norte-americanos. O vilão é Andrew Jackson Offitt, cujo nome verdadeiro é Ananias Offitt, o líder dos Ganha-Pão, uma organização trabalhista que inicia uma violenta greve geral. A paz é restaurada por um grupo de veteranos da guerra liderados por Farnham e, no final, parece provável que ele se casará com Alice Belding, uma mulher de sua própria classe social.
O livro foi incomum entre os muitos inspirados pelas agitações trabalhistas da época ao assumir a perspectiva dos ricos, porém foi o mais bem-sucedido deles, sendo uma sensação e conquistando muitas resenhas positivas. Ele também foi atacado como uma polêmica antitrabalhista com um viés de classe alta. Houve muitas suspeitas sobre a identidade do autor, com os suspeitos indo desde Henry Adams até Grover Cleveland, que na época era o Governador de Nova Iorque, com essas especulações ajudando as vendas.

### Biografia de Lincoln
Hay e Nicolay pediram e receberam permissão de Lincoln no início da presidência deste para algum dia poderem escrever sua biografia. Hay ficou convencido em 1872 que "nós devemos estar trabalhando em nosso 'Lincoln'. Não acho que o momento para publicação chegou, mas o momento para preparação está passando". Robert Lincoln concordou formalmente em 1874 que Hay e Nicolay tivessem acesso aos documentos de seu pai; os dois estavam engajados na pesquisa já durante o ano seguinte. Hay e Nicolay tiveram acesso exclusivo aos documentos de Lincoln, que só foram ficar disponíveis a pesquisadores novamente apenas em 1947. Eles reuniram documentos escritos por outros, além de muitos livros sobre a Guerra de Secessão que já estavam sendo publicados. Em raros momentos eles usaram suas memórias, como a lembrança de Nicolay da Convenção Nacional Republicana de 1860 quando Lincoln foi indicado a presidente, porém para boa parte do resto eles se basearam em pesquisas.
Hay começou a escrever sua parte em 1876. Os trabalhos foram interrompidos por doenças dos autores e outros familiares, ou por Hay escrevendo The Bread-Winners. Ele completou os capítulos sobre a infância de Lincoln em 1885, sendo enviados para Robert Lincoln para aprovação. A venda dos direitos de serialização para a revista The Century, editada por Richard Gilder, amigo de Hay, deu aos dois autores o ímpeto para finalizarem aquilo que tinha se tornado um projeto enorme.
O trabalho final, Abraham Lincoln: A History, alterna partes em que Lincoln é o centro com discussões sobre questões contextuais, como batalhas ou eventos legislativos. As primeiras partes serializadas foram publicadas em novembro de 1886 e receberam críticas positivas. A obra completa em dez volumes estreou em 1890, porém não foi vendida em livrarias, mas sim de porta em porta, uma prática comum na época. Cinco mil cópias foram rapidamente vendidas, mesmo com o preço de cinquenta dólares e o fato de boa parte da obra já ter sido serializada. O livro ajudou a forjar a imagem moderna de Lincoln de um grande líder de guerra, em detrimento de outras narrativas paralelas que davam mais crédito a seus subordinados, como Seward. Segundo o historiador Joshua Zeitz, "é fácil esquecer como Lincoln o presidente e Lincoln o homem eram amplamente subestimados na época de sua morte e quão bem-sucedidos Hay e Nicolay foram em elevar seu lugar na memória histórica coletiva da nação".

## Legado

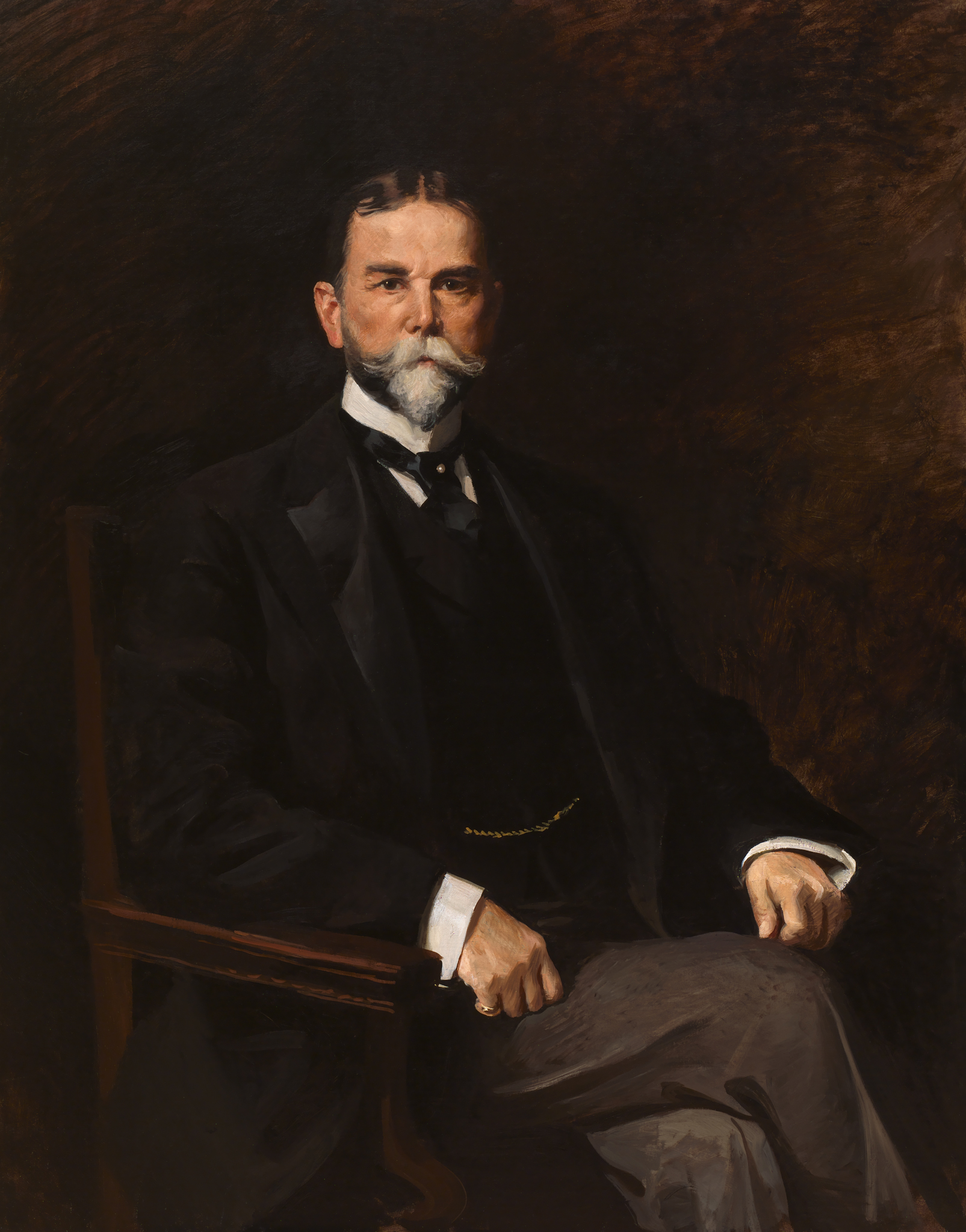
Retrato oficial de Hay como Secretário de Estado, por Ellen Emmet Rand c. 1906

Hay escreveu em 1902 que quando morresse "Não farei muita falta, exceto para minha esposa". Mesmo assim, por sua morte prematura aos 66 anos de idade, muitos de seus amigos ainda estavam vivos. Adams culpou a morte nos estresses do cargo, em que era atormentado por Roosevelt e senadores, mas afirmou que Hay permaneceu na posição porque temia ficar entediado. Ele eternizou seu amigo nas páginas finais de sua autobiografia The Education of Henry Adams, dizendo que com a morte de Hay, sua própria educação tinha terminado.
Gale destacou que Hay "realizou muito no domínio da política internacional e o mundo talvez seja um lugar melhor por causa de seus esforços como secretário de Estado ... o homem era um embaixador cintilante". Mesmo assim, Gale afirmou que qualquer avaliação de Hay também deve incluir seus muitos pontos negativos, escrevendo que após seu casamento com a rica Clara Stone ele "permitiu que seu profundo amor pela facilidade triunfasse sobre sua dedicação do Meio-Oeste ao trabalho e um tratamento justo para todos". Para o historiador, apesar das várias realizações literárias de Hay, este "muitas vezes era preguiçoso. Sua primeira poesia era sua melhor".
Taliaferro sugeriu que "se Hay deixou qualquer ... marca indelével na história, talvez seja que ele demonstrou como os Estados Unidos deveriam se comportar. Ele, não Roosevelt, era o adulto no comando quando a nação e o Departamento de Estado alcançaram maturidade global". O historiador citou o jornalista britânico John Strachey: "Tudo que o mundo viu foi um grande cavalheiro e um grande estadista fazendo seu trabalho para o Estado e para o Presidente com bom gosto perfeito, bom senso perfeito e bom humor perfeito".
Os esforços de Hay e Nicolay para moldarem a imagem póstuma de Lincoln aumentaram suas próprias proeminências e reputações ao fazerem sua associação com o presidente assassinado cada vez mais marcante e digna de nota com o passar das décadas. Segundo Zeitz, "quanto mais Lincoln cresceu em morte, mais eles cresceram por tê-lo conhecido tão bem, e tão intimamente, em vida. Todo mundo queria conhecê-los se apenas para perguntar como tinha sido – como ele tinha sido". Suas respostas a essas perguntas foram expressadas na enorme biografia de dez volumes, que Gale afirmou ter sido "incrivelmente influente" para a posteridade. Roy Basler, um acadêmico de Lincoln, disse em 1974 que biografias posteriores como a de Carl Sandburg não "[fizeram] revisões da história essencial contada por [Nicolay e Hay]". Zeitz concordou, comentando que "Americanos hoje compreendem Abraham Lincoln muito como Nicolay e Hay esperavam que eles compreendessem".
Segundo o historiador Lewis L. Gould, em seu relato da presidência de McKinley:
| “ | Um dos escritores de cartas mais divertidos e interessantes que já dirigiu o Departamento de Estado, o espirituoso, elegante e barbudo Hay deixou para trás uma abundância de evidências documentais sobre sua carreira pública. Seu nome está indelevelmente conectado à veracidade da política Asiática da nação, a Portas Abertas, e ele contribuiu em muito para a resolução de duradouros problemas com os Britânicos. Paciente, discreto e criterioso, Hay merece ficar na primeira fila dos secretários de estado. | ” |